# 世界ボクシング協会世界王者一覧

世界ボクシング協会世界王者一覧 (せかいボクシングきょうかいせかいおうじゃいちらん)は、プロボクシングの世界王座認定団体「世界ボクシング協会」 (WBA)が認定する世界王者の一覧表。
この一覧は前身の全米ボクシング協会 (NBA。1921年1月13日設立。1962年8月23日、WBAへ改称)の認定王者、WBAに改称してからの世界王者のみと各階級事に正規王座及びスーパー王座、レギュラー王座、休養王座、暫定王座に分けて掲載している。正規王座の防衛回数の括弧部分の数字は正規認定もしくは団体内王座統一以前の暫定王座保持時を合わせた防衛回数である。なおNBA設立以前の世界王者は含まれていない。NBA・NYSAC・EBU・EBUの前身IBUが競合した世界王者を閲覧したい場合はボクシング世界ヘビー級王者一覧・ボクシング世界ライトヘビー級王者一覧・ボクシング世界ミドル級王者一覧・ボクシング世界ウェルター級王者一覧・ボクシング世界スーパーライト級王者一覧・ボクシング世界ライト級王者一覧・ボクシング世界スーパーフェザー級王者一覧・ボクシング世界フェザー級王者一覧・ボクシング世界バンタム級王者一覧・ボクシング世界フライ級王者一覧にそれぞれ改称以前の世界王者が記載と整理しているので各ページを参照。

## ミニマム級
| 代             | 名前                             | 国籍             | 在位期間                                                             | 防衛回数 |
| -------------- | -------------------------------- | ---------------- | -------------------------------------------------------------------- | -------- |
| 初             | レオ・ガメス                     | ベネズエラ       | 1988年1月10日 - 1989年4月1日（返上）                                 | 1        |
| 2              | 金奉準                           | 韓国             | 1989年4月16日 - 1991年2月2日                                         | 5        |
| 3              | 崔熙墉                           | 韓国             | 1991年2月2日 - 1992年10月14日                                        | 4        |
| 4              | 大橋秀行                         | 日本             | 1992年10月14日 - 1993年2月10日                                       | 0        |
| 5              | チャナ・ポーパオイン             | タイ             | 1993年2月10日 - 1995年12月2日                                        | 8        |
| 6              | ロセンド・アルバレス             | ニカラグア       | 1995年12月2日 - 1998年11月12日（剥奪）                               | 5        |
| 7              | リカルド・ロペス                 | メキシコ         | 1998年11月13日 - 1999年7月 (返上)                                    | 0        |
| 8              | ノエル・アランブレット           | ベネズエラ       | 1999年10月9日 - 2000年8月19日（剥奪）                                | 1        |
| 9              | ジョマ・ガンボア                 | フィリピン       | 2000年8月20日 - 2000年12月6日                                        | 0（1）   |
| 10             | 星野敬太郎                       | 日本             | 2000年12月6日 - 2001年4月16日                                        | 0        |
| 11             | チャナ・ポーパオイン (2期目)     | タイ             | 2001年4月16日 - 2001年8月25日                                        | 0        |
| 12             | 新井田豊                         | 日本             | 2001年8月25日 - 2001年10月22日（返上）                               | 0        |
| 13             | 星野敬太郎（2期目）              | 日本             | 2002年1月29日 - 2002年7月29日                                        | 0        |
| 14             | ノエル・アランブレット（2期目）  | ベネズエラ       | 2002年7月29日 - 2004年7月2日（剥奪）                                 | 2        |
| 15             | 新井田豊（2期目）                | 日本             | 2004年7月3日 - 2008年9月15日                                         | 7        |
| 16             | ローマン・ゴンサレス             | ニカラグア       | 2008年9月15日 - 2010年10月8日（返上）                                | 3        |
| 17             | クワンタイ・シッモーセン         | タイ             | 2010年11月5日 - 2011年4月19日                                        | 0        |
| 18             | ムハンマド・ラクマン             | インドネシア     | 2011年4月19日 - 2011年7月30日                                        | 0        |
| 19             | ポンサワン・ポープラムック       | タイ             | 2011年7月30日 - 2011年10月24日                                       | 0        |
| 20             | 八重樫東                         | 日本             | 2011年10月24日 - 2012年6月20日                                       | 0        |
| 21             | 井岡一翔                         | 日本             | 2012年6月20日 - 2012年10月2日（返上）                                | 0        |
| 22             | 宮崎亮                           | 日本             | 2012年12月31日 - 2013年12月27日（返上）                              | 2        |
| 23             | ヘッキー・ブドラー               | 南アフリカ共和国 | 2014年3月1日 - 2016年3月19日                                         | 5        |
| 24             | バイロン・ロハス                 | ニカラグア       | 2016年3月19日 - 2016年6月29日                                        | 0        |
| 25（スーパー） | ノックアウト・CPフレッシュマート | タイ             | 2016年6月29日 - 2020年3月1日 スーパー：2020年3月1日 - 2024年11月16日 | 12（16） |
| 26（スーパー） | オスカー・コラーゾ               | アメリカ合衆国   | 2024年11月16日 - 現在                                                | 0        |

### レギュラー王座
| 代 | 名前               | 国籍           | 在位期間                               | 防衛回数 |
| -- | ------------------ | -------------- | -------------------------------------- | -------- |
| 初 | ビック・サルダール | フィリピン     | 2021年2月20日 - 2021年12月21日         | 0        |
| 2  | エリック・ロサ     | ドミニカ共和国 | 2021年12月21日 - 2024年1月15日（返上） | 0        |

### 暫定王座
| 名前                             | 国籍             | 在位期間                                                    | 防衛回数 |
| -------------------------------- | ---------------- | ----------------------------------------------------------- | -------- |
| ソンクラーム・ポーパオイン       | タイ             | 1999年1月30日 - 1999年5月16日（剥奪）                       | 0        |
| ジョマ・ガンボア                 | フィリピン       | 1999年12月4日 - 2000年8月20日 (正規王座昇格)                | 1        |
| ファン・ランダエタ               | ベネズエラ       | 2004年1月31日 - 2004年10月30日                              | 1        |
| 高山勝成                         | 日本             | 2006年11月7日 - 2007年4月7日                                | 0        |
| サミー・グティエレス             | メキシコ         | 2010年10月23日 - 2011年5月21日                              | 0        |
| ファン・パラシオス               | ニカラグア       | 2011年5月21 - 2011年8月3日（剥奪）                          | 0        |
| パイパロープ・ゴーキャットジム   | タイ             | 2011年11月7日 - 2012年5月10日（剥奪）                       | 0        |
| ヘスス・シルベストレ             | メキシコ         | 2012年7月14日 - 2013年9月11日                               | 1        |
| ヘッキー・ブドラー               | 南アフリカ共和国 | 2013年11月9日 - 2014年3月1日（正規王座昇格）                | 1        |
| ノックアウト・CPフレッシュマート | タイ             | 2014年10月1日 - 2016年6月29日（王座統一により正規王座昇格） | 4        |
| エリック・ロサ                   | ドミニカ共和国   | 2021年7月21日 - 2021年8月25日（廃止）                       | 0        |

## ライトフライ級
| 代           | 名前                             | 国籍             | 在位期間                                                                      | 防衛回数 |
| ------------ | -------------------------------- | ---------------- | ----------------------------------------------------------------------------- | -------- |
| 初           | ハイメ・リオス                   | パナマ           | 1975年8月23日 - 1976年7月1日                                                  | 1        |
| 2            | ファン・ホセ・グスマン           | ドミニカ共和国   | 1976年7月1日 - 1976年10月10日                                                 | 0        |
| 3            | 具志堅用高                       | 日本             | 1976年10月10日 - 1981年3月8日                                                 | 13       |
| 4            | ペドロ・フローレス               | メキシコ         | 1981年3月8日 - 1981年7月18日                                                  | 0        |
| 5            | 金煥珍                           | 韓国             | 1981年7月18日 - 1981年12月16日                                                | 1        |
| 6            | 渡嘉敷勝男                       | 日本             | 1981年12月16日 - 1983年7月10日                                                | 5        |
| 7            | ルペ・マデラ                     | メキシコ         | 1983年7月10日 - 1984年5月19日                                                 | 1        |
| 8            | フランシスコ・キロス             | ドミニカ共和国   | 1984年5月19日 - 1985年3月30日                                                 | 1        |
| 9            | ジョーイ・オリボ                 | アメリカ合衆国   | 1985年3月30日 - 1985年12月8日                                                 | 1        |
| 10           | 柳明佑                           | 韓国             | 1985年12月8日 - 1991年12月17日                                                | 17       |
| 11           | 井岡弘樹                         | 日本             | 1991年12月17日 - 1992年11月18日                                               | 2        |
| 12           | 柳明佑 (2期目)                   | 韓国             | 1992年11月18日 - 1993年9月7日 (返上)                                          | 1        |
| 13           | レオ・ガメス                     | ベネズエラ       | 1993年10月21日 - 1995年2月4日                                                 | 3        |
| 14           | 崔熙墉                           | 韓国             | 1995年2月4日 - 1996年1月13日                                                  | 1        |
| 15           | カルロス・ムリーリョ             | パナマ           | 1996年1月13日 - 1996年5月21日                                                 | 1        |
| 16           | 山口圭司                         | 日本             | 1996年5月21日 - 1996年12月3日                                                 | 1        |
| 17           | ピチット・チョーシリワット       | タイ             | 1996年12月3日 - 2000年7月31日 (返上)                                          | 5        |
| 18           | ベビス・メンドサ                 | コロンビア       | 2000年8月12日 - 2001年3月2日                                                  | 0        |
| 19           | ロセンド・アルバレス             | ニカラグア       | 2001年3月2日 - 2004年10月1日 (剥奪)                                           | 3        |
| 20           | ロベルト・バスケス               | パナマ           | 2005年4月29日 - 2006年5月24日 (返上)                                          | 3        |
| 21           | 亀田興毅                         | 日本             | 2006年8月2日 - 2007年1月18日 (返上)                                           | 1        |
| 22           | ファン・カルロス・レベコ         | アルゼンチン     | 2010年11月26日 - 2007年12月8日                                                | 1        |
| 23           | ブライム・アスロウム             | フランス         | 2007年12月8日 - 2008年7月18日 (休養王座認定)                                  | 0        |
| 24(スーパー) | ジョバンニ・セグラ               | メキシコ         | 2008年7月18日 - 2010年8月28日 スーパー：2010年8月28日 - 2010年11月26日 (返上) | 4        |
| 25           | ファン・カルロス・レベコ (2期目) | アルゼンチン     | 2010年8月28日 - 2011年2月4日 (返上)                                           | 0        |
| 26(スーパー) | ローマン・ゴンサレス             | ニカラグア       | 2011年2月4日 - 2012年11月30日 スーパー：2012年11月30日 - 2014年1月14日 (返上) | 5        |
| 27           | 井岡一翔                         | 日本             | 2014年1月14日 - 2014年2月28日 (返上)                                          | 0 (3)    |
| 28           | アルベルト・ロッセル             | ペルー           | 2014年7月10日 - 2014年12月31日                                                | 0 (4)    |
| 29(スーパー) | 田口良一                         | 日本             | 2014年12月31日 - 2017年12月31日 スーパー：2017年12月31日 - 2018年5月20日      | 7        |
| 30(スーパー) | ヘッキー・ブドラー               | 南アフリカ共和国 | 2018年5月20日 - 2018年12月31日                                                | 0        |
| 31(スーパー) | 京口紘人                         | 日本             | 2018年12月31日 - 2022年11月1日                                                | 4        |
| 32(スーパー) | 寺地拳四朗                       | 日本             | 2022年11月1日 - 2024年7月15日（返上）                                         | 3        |
| 33           | エリック・ロサ                   | ドミニカ共和国   | 2024年12月19日 - 現在                                                         | 0        |

### レギュラー王座
| 代 | 名前                     | 国籍         | 在位期間                                      | 防衛回数 |
| -- | ------------------------ | ------------ | --------------------------------------------- | -------- |
| 初 | ファン・カルロス・レベコ | アルゼンチン | 2010年8月28日 - 2010年11月26日 (正規王座昇格) | 0        |
| 2  | 井岡一翔                 | 日本         | 2012年12月31日 - 2014年1月14日 (正規王座昇格) | 3        |
| 3  | カルロス・カニサレス     | ベネズエラ   | 2018年3月17日 - 2021年5月28日                 | 2        |
| 4  | エステバン・ベルムデス   | メキシコ     | 2021年5月28日 - 2022年6月10日                 | 0        |

### 休養王座
| 名前                 | 国籍     | 在位期間                            | 防衛回数 |
| -------------------- | -------- | ----------------------------------- | -------- |
| ブライム・アスロウム | フランス | 2008年7月18日 - 2009年9月6日 (返上) | 0        |

### 暫定王座
| 名前                         | 国籍         | 在位期間                                     | 防衛回数 |
| ---------------------------- | ------------ | -------------------------------------------- | -------- |
| ベビス・メンドサ             | コロンビア   | 2003年11月15日 - 2005年4月29日               | 0        |
| セサール・カンチラ           | コロンビア   | 2008年7月26日 - 2009年3月14日                | 0        |
| ジョバンニ・セグラ           | メキシコ     | 2009年3月14日 - 2008年7月18日 (正規王座昇格) | 0        |
| ファン・カルロス・レベコ     | アルゼンチン | 2009年8月15日 - 2010年8月28日                | 2        |
| ローマン・ゴンサレス         | ニカラグア   | 2010年10月24日 - 2011年2月4日 (正規王座昇格) | 0        |
| ホセ・アルフレド・ロドリゲス | メキシコ     | 2011年11月19日 - 2012年4月14日               | 0        |
| アルベルト・ロッセル         | ペルー       | 2012年4月14日 - 2014年7月10日 (正規王座昇格) | 4        |
| ランディ・ペタルコリン       | フィリピン   | 2014年8月26日 - 2016年4月15日 (返上)         | 1        |
| ダニエル・マテリョン         | キューバ     | 2020年2月7日 - 2021年8月25日 (廃止)          | 1        |

## フライ級
| 代           | 名前                                 | 国籍             | 在位期間                               | 防衛回数 |
| ------------ | ------------------------------------ | ---------------- | -------------------------------------- | -------- |
| 初           | ジミー・ワイルド                     | イギリス         | 1921年1月13日 - 1923年6月18日          | 0        |
| 2            | パンチョ・ビラ                       | 米領フィリピン   | 1923年6月18日 - 1925年7月14日(返上)    | 3        |
| 3            | フィデル・ラバルバ                   | アメリカ合衆国   | 1925年8月22日 - 1927年8月23日(返上)    | 2        |
| 4            | ピンキー・シルバーバーグ             | アメリカ合衆国   | 1927年10月22日 - 1927年12月4日(剥奪)   | 0        |
| 5            | アルバート・ベレンジャー             | カナダ           | 1927年12月19日 - 1928年2月6日          | 0        |
| 6            | フランキー・ジェナロ                 | アメリカ合衆国   | 1928年2月6日 - 1929年3月2日            | 3        |
| 7            | エミール・プラドネル                 | フランス共和国   | 1929年3月2日 - 1929年4月18日           | 0        |
| 8            | フランキー・ジェナロ(2期目)          | アメリカ合衆国   | 1929年4月18日 - 1931年10月27日         | 7        |
| 9            | ビクトル・ヤング・ペレス             | 仏領チュニジア   | 1931年10月27日 - 1932年10月31日        | 0        |
| 10           | ジャッキー・ブラウン                 | イギリス         | 1932年10月31日 - 1934年9月17日 (返上)  | 3        |
| 11           | ベニー・リンチ                       | イギリス         | 1935年9月9日 - 1938年6月29日 (剥奪)    | 3        |
| 12           | ピーター・ケーン                     | イギリス         | 1938年9月22日 - 1939年12月11日 (剥奪)  | 0        |
| 13           | リトル・ダド                         | 米領フィリピン   | 1939年12月11日 - 1943年10月14日 (剥奪) | 1        |
| 14           | ジャッキー・パターソン               | イギリス         | 1943年10月14日 - 1947年7月30日 (剥奪)  | 1        |
| 15           | リンティ・モナハン                   | イギリス         | 1948年3月23日 - 1950年3月30日 (返上)   | 2        |
| 16           | テリー・アレン                       | イギリス         | 1950年4月5日 - 1950年8月1日            | 0        |
| 17           | ダド・マリノ                         | アメリカ合衆国   | 1950年8月1日 - 1952年5月19日           | 1        |
| 18           | 白井義男                             | 日本             | 1952年5月19日 - 1954年11月26日         | 4        |
| 19           | パスカル・ペレス                     | アルゼンチン     | 1954年11月26日 - 1960年4月16日         | 9        |
| 20           | ポーン・キングピッチ                 | タイ             | 1960年4月16日 - 1962年10月10日         | 3        |
| 21           | ファイティング原田                   | 日本             | 1962年10月10日 - 1963年1月12日         | 0        |
| 22           | ポーン・キングピッチ                 | タイ             | 1963年1月12日 - 1963年9月18日          | 0        |
| 23           | 海老原博幸                           | 日本             | 1963年9月18日 - 1964年1月23日          | 0        |
| 24           | ポーン・キングピッチ (2期目)         | タイ             | 1964年1月23日 - 1965年4月23日          | 0        |
| 25           | サルバトーレ・ブルニ                 | イタリア         | 1965年4月23日 - 1965年11月1日 (剥奪)   | 0        |
| 26           | オラシオ・アカバリョ                 | アルゼンチン     | 1966年3月1日 - 1968年10月2日 (返上)    | 3        |
| 27           | 海老原博幸 (2期目)                   | 日本             | 1969年3月30日 - 1969年10月19日         | 0        |
| 28           | バーナベ・ビラカンポ                 | フィリピン       | 1969年10月19日 - 1970年4月6日          | 0        |
| 29           | ベルクレック・チャルバンチャイ       | タイ             | 1970年4月6日 - 1970年10月22日          | 0        |
| 30           | 大場政夫                             | 日本             | 1970年10月22日 - 1973年1月25日 (返上)  | 5        |
| 31           | チャチャイ・チオノイ                 | タイ             | 1973年5月17日 - 1974年10月18日 (剥奪)  | 2        |
| 32           | 花形進                               | 日本             | 1974年10月18日 - 1975年4月1日          | 0        |
| 33           | エルビト・サラバリア                 | フィリピン       | 1975年4月1日 - 1976年2月27日           | 1        |
| 34           | アルフォンソ・ロペス                 | パナマ           | 1976年2月27日 - 1976年10月2日          | 1        |
| 35           | グティ・エスパダス                   | メキシコ         | 1976年10月2日 - 1978年8月12日          | 4        |
| 36           | ベツリオ・ゴンザレス                 | ベネズエラ       | 1978年8月12日 - 1979年11月17日         | 3        |
| 37           | ルイス・イバラ                       | パナマ           | 1979年11月17日 - 1980年2月17日         | 0        |
| 38           | 金泰式                               | 韓国             | 1980年2月17日 - 1980年12月13日         | 1        |
| 39           | ピーター・マセブラ                   | 南アフリカ共和国 | 1980年12月13日 - 1981年3月28日         | 0        |
| 40           | サントス・ラシアル                   | アルゼンチン     | 1981年3月28日 - 1981年6月6日           | 0        |
| 41           | ルイス・イバラ (2期目)               | パナマ           | 1981年6月6日 - 1981年9月26日           | 0        |
| 42           | ファン・エレラ                       | メキシコ         | 1981年9月26日 - 1982年5月1日           | 1        |
| 43           | サントス・ラシアル (2期目)           | アルゼンチン     | 1982年5月1日 - 1985年7月19日 (返上)    | 9        |
| 44           | イラリオ・サパタ                     | パナマ           | 1985年10月5日 - 1987年2月13日          | 5        |
| 45           | フィデル・バッサ                     | コロンビア       | 1987年2月13日 - 1989年9月30日          | 6        |
| 46           | ヘスス・ロハス                       | ベネズエラ       | 1989年9月30日 - 1990年3月10日          | 0        |
| 47           | 李烈雨                               | 韓国             | 1990年3月10日 - 1990年7月29日          | 0        |
| 48           | レパード玉熊                         | 日本             | 1990年7月29日 - 1991年3月14日          | 1        |
| 49           | エルビス・アルバレス                 | コロンビア       | 1991年3月14日 - 1991年6月1日           | 0        |
| 50           | 金容江                               | 韓国             | 1991年6月1日 - 1992年9月26日           | 2        |
| 51           | アキレス・グスマン                   | ベネズエラ       | 1992年9月26日 - 1992年12月15日         | 0        |
| 52           | デビッド・グリマン                   | ベネズエラ       | 1992年12月15日 - 1994年2月13日         | 2        |
| 53           | セーン・ソー・プルンチット           | タイ             | 1994年2月13日 - 1996年11月24日         | 9        |
| 54           | ホセ・ボニージャ                     | ベネズエラ       | 1996年11月24日 - 1998年5月29日         | 3        |
| 55           | ウーゴ・ソト                         | アルゼンチン     | 1998年5月29日 - 1999年3月13日          | 0        |
| 56           | レオ・ガメス                         | ベネズエラ       | 1999年3月13日 - 1999年9月3日           | 0        |
| 57           | ソーンピチャイ・クラティンデーンジム | タイ             | 1999年9月3日 - 2000年8月5日            | 1        |
| 58           | エリック・モレル                     | プエルトリコ     | 2000年8月5日 - 2003年12月6日           | 5        |
| 59           | ロレンソ・パーラ                     | ベネズエラ       | 2003年12月6日 - 2007年3月18日 (剥奪)   | 5        |
| 60           | 坂田健史                             | 日本             | 2007年3月19日 - 2008年12月31日         | 4        |
| 61           | デンカオセーン・カオウィチット       | タイ             | 2008年12月31日 - 2010年2月7日          | 2        |
| 62           | 亀田大毅                             | 日本             | 2010年2月7日 - 2011年1月4日 (返上)     | 2        |
| 63           | ルイス・コンセプシオン               | パナマ           | 2011年1月4日 - 2011年4月2日            | 0(3)     |
| 64           | エルナン・マルケス                   | メキシコ         | 2011年4月2日 - 2012年11月17日          | 2        |
| 65(スーパー) | ブライアン・ビロリア                 | アメリカ合衆国   | 2012年11月17日 - 2013年4月6日          | 0        |
| 66(スーパー) | ファン・フランシスコ・エストラーダ   | メキシコ         | 2013年4月6日 - 2016年9月14日 (返上)    | 5        |
| 67           | 井岡一翔                             | 日本             | 2016年9月14日 - 2017年11月9日 (返上)   | 2(5)     |
| 68           | アルテム・ダラキアン                 | ウクライナ       | 2018年2月24日 - 2024年1月23日          | 6        |
| 69           | ユーリ阿久井政悟                     | 日本             | 2024年1月23日 - 2025年3月13日          | 2        |
| 70           | 寺地拳四朗                           | 日本             | 2025年3月13日 - 現在                   | 0        |

### レギュラー王座
| 代 | 名前                     | 国籍         | 在位期間                                     | 防衛回数 |
| -- | ------------------------ | ------------ | -------------------------------------------- | -------- |
| 初 | ファン・カルロス・レベコ | アルゼンチン | 2012年11月17日 - 2015年4月22日               | 6(8)     |
| 2  | 井岡一翔                 | 日本         | 2015年4月22日 - 2016年9月14日 (正規王座昇格) | 3        |

### 休養王座
| 名前                     | 国籍         | 在位期間                                     | 防衛回数 |
| ------------------------ | ------------ | -------------------------------------------- | -------- |
| ファン・カルロス・レベコ | アルゼンチン | 2011年8月31日 - 2011年9月22日 (暫定王座復帰) | 0        |

### 暫定王座
| 名前                               | 国籍         | 在位期間                                            | 防衛回数 |
| ---------------------------------- | ------------ | --------------------------------------------------- | -------- |
| マウリシオ・パストラナ             | コロンビア   | 1998年10月3日 - 1999年 (剥奪)                       | 0        |
| ロベルト・バスケス                 | パナマ       | 2006年12月2日 - 2007年7月1日                        | 0        |
| ルイス・コンセプシオン             | パナマ       | 2009年9月5日 - 2011年1月4日 (正規王座昇格)          | 3        |
| ジャン・ピエロ・ペレス             | ベネズエラ   | 2011年1月29日 - 2011年6月10日                       | 0        |
| ファン・カルロス・レベコ           | アルゼンチン | 2011年6月10日 - 2012年11月17日 (レギュラー王座昇格) | 2        |
| コンパヤック・ポープラムック       | タイ         | 2013年4月26日 - 2013年8月1日                        | 0        |
| 江藤光喜                           | 日本         | 2013年8月1日 - 2013年11月29日                       | 0        |
| ヨーッモンコン・ウォー・センテープ | タイ         | 2013年11月29日 - 2014年12月19日                     | 1        |
| スタンプ・キャットニワット         | タイ         | 2015年7月29日 - 2016年12月31日                      | 1        |
| ルイス・コンセプシオン (2期目)     | パナマ       | 2020年2月7日 - 2021年8月25日 (廃止)                 | 0        |

## スーパーフライ級
| 代            | 名前                               | 国籍           | 在位期間                                                             | 防衛回数 |
| ------------- | ---------------------------------- | -------------- | -------------------------------------------------------------------- | -------- |
| 初            | グスタボ・バリャス                 | アルゼンチン   | 1981年9月25日 - 1981年12月5日                                        | 0        |
| 2             | ラファエル・ペドロサ               | パナマ         | 1981年12月5日 - 1982年4月8日                                         | 0        |
| 3             | 渡辺二郎                           | 日本           | 1982年4月8日 - 1984年7月15日 (剥奪)                                  | 6        |
| 4             | カオサイ・ギャラクシー             | タイ           | 1984年11月21日 - 1991年12月22日 (返上)                               | 19       |
| 5             | 鬼塚勝也                           | 日本           | 1992年4月10日 - 1994年9月18日                                        | 5        |
| 6             | 李炯哲                             | 韓国           | 1994年9月18日 - 1995年7月22日                                        | 1        |
| 7             | アリミ・ゴイチア                   | ベネズエラ     | 1995年7月22日 - 1996年8月24日                                        | 3        |
| 8             | ヨックタイ・シスオー               | タイ           | 1996年8月24日 - 1997年12月23日                                       | 4        |
| 9             | 飯田覚士                           | 日本           | 1997年12月23日 - 1998年12月23日                                      | 2        |
| 10            | ヘスス・ロハス                     | ベネズエラ     | 1998年12月23日 - 1999年7月31日                                       | 1        |
| 11            | 戸高秀樹                           | 日本           | 1999年7月31日 - 2000年10月9日                                        | 2        |
| 12            | レオ・ガメス                       | ベネズエラ     | 2000年10月9日 - 2001年3月11日                                        | 0        |
| 13            | セレス小林                         | 日本           | 2001年3月11日 - 2002年3月9日                                         | 1        |
| 14            | アレクサンデル・ムニョス           | ベネズエラ     | 2002年3月9日 - 2004年12月3日                                         | 3        |
| 15            | マーティン・カスティーリョ         | メキシコ       | 2004年12月3日 - 2006年7月22日                                        | 3        |
| 16            | 名城信男                           | 日本           | 2006年7月22日 - 2007年5月3日                                         | 1        |
| 17            | アレクサンデル・ムニョス (2期目)   | ベネズエラ     | 2007年5月3日 - 2008年5月17日                                         | 2        |
| 18 (スーパー) | クリスチャン・ミハレス             | メキシコ       | 2008年5月17日 - 2008年11月1日                                        | 1        |
| 19 (スーパー) | ビック・ダルチニアン               | オーストラリア | 2008年11月1日 - 2010年10月15日 (返上)                                | 3        |
| 20            | ウーゴ・カサレス                   | メキシコ       | 2010年10月15日 - 2011年8月31日                                       | 2 (4)    |
| 21            | 清水智信                           | 日本           | 2011年8月31日 - 2011年11月14日 (休養王座認定)                        | 0        |
| 22            | テーパリット・ゴーキャットジム     | タイ           | 2011年11月14日 - 2012年12月31日                                      | 3        |
| 23            | 河野公平                           | 日本           | 2012年12月31日 - 2013年5月6日                                        | 0        |
| 24            | リボリオ・ソリス                   | ベネズエラ     | 2013年5月6日 - 2013年12月2日 (剥奪)                                  | 0 (2)    |
| 25            | 河野公平 (2期目)                   | 日本           | 2014年3月26日 - 2016年8月31日                                        | 3        |
| 26            | ルイス・コンセプシオン             | パナマ         | 2016年8月31日 - 2016年12月9日 (剥奪)                                 | 1 (2)    |
| 27            | カリッド・ヤファイ                 | イギリス       | 2016年12月10日 - 2020年2月29日                                       | 5        |
| 28 (スーパー) | ローマン・ゴンサレス               | ニカラグア     | 2020年2月29日 - 2020年3月13日 スーパー：2020年3月1日 - 2021年3月13日 | 1        |
| 29 (スーパー) | ファン・フランシスコ・エストラーダ | メキシコ       | 2021年3月13日 - 2022年8月11日 (剥奪)                                 | 0        |
| 30            | ジョシュア・フランコ               | アメリカ合衆国 | 2022年8月11日 - 2023年6月23日 (剥奪)                                 | 1 (3)    |
| 31            | 井岡一翔                           | 日本           | 2023年6月24日 - 2024年7月7日                                         | 1        |
| 32            | フェルナンド・マルティネス         | アルゼンチン   | 2024年7月7日 - 現在                                                  | 0        |

### レギュラー王座
| 代 | 名前                   | 国籍           | 在位期間                                     | 防衛回数 |
| -- | ---------------------- | -------------- | -------------------------------------------- | -------- |
| 初 | 名城信男               | 日本           | 2008年9月15日 - 2010年5月8日                 | 2        |
| 2  | ウーゴ・カサレス       | メキシコ       | 2010年5月8日 - 2010年10月15日 (正規王座昇格) | 2        |
| 3  | アンドリュー・モロニー | オーストラリア | 2020年3月3日 - 2020年6月23日                 | 0        |
| 4  | ジョシュア・フランコ   | アメリカ合衆国 | 2020年6月23日 - 2022年8月11日 (正規王座昇格) | 2        |

### 休養王座
| 名前     | 国籍 | 在位期間                      | 防衛回数 |
| -------- | ---- | ----------------------------- | -------- |
| 清水智信 | 日本 | 2011年11月10日 - 2012年4月4日 | 0        |

### 暫定王座
| 名前                           | 国籍           | 在位期間                                                   | 防衛回数 |
| ------------------------------ | -------------- | ---------------------------------------------------------- | -------- |
| レオ・ガメス                   | ベネズエラ     | 1999年5月29日 - 2000年10月9日 (王座統一により正規王座昇格) | 1        |
| マーティン・カスティーリョ     | メキシコ       | 2004年5月16日 - 2004年12月3日 (王座統一により正規王座昇格) | 0        |
| ラファエル・コンセプション     | パナマ         | 2008年7月26日 - 2008年8月15日                              | 0        |
| ホルヘ・アルセ                 | メキシコ       | 2008年9月15日 - 2009年2月7日                               | 1        |
| ノニト・ドネア                 | フィリピン     | 2009年8月15日 - 2010年10月15日 (返上)                      | 1        |
| ドリアン・フランシスコ         | フィリピン     | 2010年11月30日 - 2011年5月1日                              | 0        |
| テーパリット・ゴーキャットジム | タイ           | 2011年5月1日 - 2011年11月14日 (正規王座昇格)               | 0        |
| リボリオ・ソリス               | ベネズエラ     | 2011年12月10日 - 2013年5月6日 (王座統一により正規王座昇格) | 2        |
| デンカオセーン・カオウィチット | タイ           | 2013年9月3日 - 2014年3月26日                               | 0        |
| デビッド・サンチェス           | メキシコ       | 2014年5月24日 - 2015年9月19日                              | 1        |
| ルイス・コンセプシオン         | パナマ         | 2015年9月19日 - 2016年8月31日 (王座統一により正規王座昇格) | 1        |
| アンドリュー・モロニー         | オーストラリア | 2019年11月15日 - 2020年3月3日 (レギュラー王座昇格)         | 0        |
| デビッド・ヒメネス             | コスタリカ     | 2024年4月20日 - 現在                                       | 0        |

## バンタム級
| 代             | 名前                                   | 国籍             | 在位期間                                                                | 防衛回数 |
| -------------- | -------------------------------------- | ---------------- | ----------------------------------------------------------------------- | -------- |
| 初             | ジョー・リンチ                         | アメリカ合衆国   | 1921年1月 - 1921年7月25日                                               | 0        |
| 2              | ピート・ハーマン                       | アメリカ合衆国   | 1921年7月25日 - 1921年9月23日                                           | 0        |
| 3              | ジョニー・バフ                         | アメリカ合衆国   | 1921年9月23日 - 1922年7月10日                                           | 1        |
| 4              | ジョー・リンチ (2期目)                 | アメリカ合衆国   | 1922年7月10日 - 1924年3月21日                                           | 3        |
| 5              | エイブ・ゴールドスタイン               | アメリカ合衆国   | 1924年3月21日 - 1924年12月19日                                          | 3        |
| 6              | エディ・マーティン                     | アメリカ合衆国   | 1924年12月19日 - 1925年3月20日                                          | 0        |
| 7              | チャーリー・ローゼンバーグ             | アメリカ合衆国   | 1925年3月20日 - 1926年10月18日 (剥奪)                                   | 0        |
| 8              | バド・テイラー                         | アメリカ合衆国   | 1926年10月18日 - 1929年5月19日 （剥奪)                                  | 2        |
| 9              | バッシー・グラハム                     | アメリカ合衆国   | 1929年5月23日 - 1929年10月8日 （剥奪)                                   | 0        |
| 10             | パナマ・アル・ブラウン                 | パナマ           | 1929年10月8日 - 1930年2月3日（剥奪）                                    | 1        |
| 11             | パナマ・アル・ブラウン（2期目）        | パナマ           | 1930年10月4日 - 1934年9月18日（剥奪）                                   | 7        |
| 12             | シクスト・エスコバル                   | プエルトリコ     | 1935年8月7日 - 1935年8月26日                                            | 0        |
| 13             | ルー・サリカ                           | アメリカ合衆国   | 1935年8月26日 - 1935年11月15日                                          | 0        |
| 14             | シクスト・エスコバル(2期目)            | プエルトリコ     | 1935年11月15日 - 1937年9月23日                                          | 3        |
| 15             | ハリー・ジェフラ                       | アメリカ合衆国   | 1937年9月23日 - 1938年2月20日                                           | 0        |
| 16             | シクスト・エスコバル(3期目)            | プエルトリコ     | 1938年2月20日 - 1939年10月26日 (返上)                                   | 1        |
| 17             | ジョージ・ペース                       | アメリカ合衆国   | 1939年10月26日 - 1940年9月24日                                          | 1        |
| 18             | ルー・サリカ(2期目)                    | アメリカ合衆国   | 1940年9月24日 - 1942年8月7日                                            | 4        |
| 19             | マヌエル・オルティス                   | アメリカ合衆国   | 1942年8月7日 - 1947年1月6日                                             | 14       |
| 20             | ハロルド・デード                       | アメリカ合衆国   | 1947年1月6日 - 1947年3月11日                                            | 0        |
| 21             | マヌエル・オルティス(2期目)            | アメリカ合衆国   | 1947年3月11日 - 1950年5月31日                                           | 4        |
| 22             | ビック・タウィール                     | 南アフリカ連邦   | 1950年5月31日 - 1952年11月15日                                          | 3        |
| 23             | ジミー・カラザース                     | オーストラリア   | 1952年11月15日 - 1954年5月16日 (返上)                                   | 3        |
| 24             | ロベルト・コーエン                     | フランス         | 1954年9月19日 - 1954年12月23日 (剥奪)                                   | 1        |
| 25             | ラウル・マシアス                       | メキシコ         | 1955年3月9日 - 1957年11月6日                                            | 2        |
| 26             | アルフォンソ・アリミ                   | アルジェリア     | 1957年11月6日 - 1959年7月8日                                            | 0        |
| 27             | ホセ・ベセラ                           | メキシコ         | 1959年7月8日 - 1960年8月30日 (返上)                                     | 2        |
| 28             | エデル・ジョフレ                       | ブラジル         | 1963年4月4日 - 1965年5月18日                                            | 3        |
| 29             | ファイティング原田                     | 日本             | 1965年5月18日 - 1968年2月27日                                           | 4        |
| 30             | ライオネル・ローズ                     | オーストラリア   | 1968年2月27日 - 1969年8月22日                                           | 3        |
| 31             | ルーベン・オリバレス                   | メキシコ         | 1969年8月22日 - 1970年10月16日                                          | 2        |
| 32             | チューチョ・カスティーヨ               | メキシコ         | 1970年10月16日 - 1971年4月2日                                           | 0        |
| 33             | ルーベン・オリバレス (2期目)           | メキシコ         | 1971年4月2日 - 1972年3月19日                                            | 2        |
| 34             | ラファエル・エレラ                     | メキシコ         | 1972年3月19日 - 1972年7月29日                                           | 0        |
| 35             | エンリケ・ビンター                     | パナマ           | 1972年7月29日 - 1973年1月20日                                           | 0        |
| 36             | ロメオ・アナヤ                         | メキシコ         | 1973年1月20日 - 1973年11月3日                                           | 2        |
| 37             | アーノルド・テイラー                   | 南アフリカ共和国 | 1973年11月3日 - 1974年7月3日                                            | 0        |
| 38             | 洪秀煥                                 | 韓国             | 1974年7月3日 - 1975年3月14日                                            | 1        |
| 39             | アルフォンソ・サモラ                   | メキシコ         | 1975年3月14日 - 1977年11月19日                                          | 5        |
| 40             | ホルヘ・ルハン                         | パナマ           | 1977年11月19日 - 1980年8月29日                                          | 5        |
| 41             | フリアン・ソリス                       | プエルトリコ     | 1980年8月29日 - 1980年11月14日                                          | 0        |
| 42             | ジェフ・チャンドラー                   | アメリカ合衆国   | 1980年11月14日 - 1984年4月7日                                           | 9        |
| 43             | リチャード・サンドバル                 | アメリカ合衆国   | 1984年4月7日 - 1986年3月10日                                            | 2        |
| 44             | ガビー・カニザレス                     | アメリカ合衆国   | 1986年3月10日 - 1986年6月4日                                            | 0        |
| 45             | ベルナルド・ピニャンゴ                 | ベネズエラ       | 1986年6月4日 - 1987年2月3日 (返上)                                      | 3        |
| 46             | 六車卓也                               | 日本             | 1987年3月29日 - 1987年5月24日                                           | 0        |
| 47             | 朴讃栄                                 | 韓国             | 1987年5月24日 - 1987年10月4日                                           | 0        |
| 48             | ウィルフレド・バスケス                 | プエルトリコ     | 1987年10月4日 - 1988年5月9日                                            | 1        |
| 49             | カオコー・ギャラクシー                 | タイ             | 1988年5月9日 - 1988年8月14日                                            | 0        |
| 50             | 文成吉                                 | 韓国             | 1988年8月14日 - 1989年7月9日                                            | 2        |
| 51             | カオコー・ギャラクシー (2期目)         | タイ             | 1989年7月9日 - 1989年10月18日                                           | 0        |
| 52             | ルイシト・エスピノサ                   | フィリピン       | 1989年10月18日 - 1991年10月16日                                         | 2        |
| 53             | イスラエル・コントレラス               | ベネズエラ       | 1991年10月16日 - 1992年3月15日                                          | 0        |
| 54             | エディ・クック                         | アメリカ合衆国   | 1992年3月15日 - 1992年10月10日                                          | 0        |
| 55             | ホルヘ・エリセール・フリオ             | コロンビア       | 1992年10月9日 - 1993年10月23日                                          | 2        |
| 56             | ジュニア・ジョーンズ                   | アメリカ合衆国   | 1993年10月23日 - 1994年4月22日                                          | 1        |
| 57             | ジョン・マイケル・ジョンソン           | アメリカ合衆国   | 1994年4月22日 - 1994年7月16日                                           | 0        |
| 58             | ダオルン・チュワタナ                   | タイ             | 1994年7月16日 - 1995年9月17日                                           | 2        |
| 59             | ウィラポン・ナコンルアンプロモーション | タイ             | 1995年9月17日 - 1996年1月28日                                           | 0        |
| 60             | ナナ・コナドゥ                         | ガーナ           | 1996年1月28日 - 1996年10月27日                                          | 0        |
| 61             | ダオルン・チュワタナ (2期目)           | タイ             | 1996年10月27日 - 1997年6月21日                                          | 1        |
| 62             | ナナ・コナドゥ (2期目)                 | ガーナ           | 1997年6月21日 - 1998年12月5日                                           | 1        |
| 63             | ジョニー・タピア                       | アメリカ合衆国   | 1998年12月5日 - 1999年6月26日                                           | 0        |
| 64             | ポーリー・アヤラ                       | アメリカ合衆国   | 1999年6月26日 - 2001年8月6日 (剥奪)                                     | 3        |
| 65             | エイディ・モヤ                         | ベネズエラ       | 2001年10月14日 - 2002年4月19日                                          | 0（1）   |
| 66             | ジョニー・ブレダル                     | デンマーク       | 2002年4月19日 - 2004年10月13日 (返上)                                   | 3        |
| 67             | ウラジミール・シドレンコ               | ウクライナ       | 2005年2月26日 - 2008年5月31日                                           | 6        |
| 68（スーパー） | アンセルモ・モレノ                     | パナマ           | 2008年5月31日 - 2010年11月19日 スーパー：2010年11月19日 - 2014年9月26日 | 8（12）  |
| 69（スーパー） | ファン・カルロス・パヤノ               | ドミニカ共和国   | 2014年9月26日 - 2016年6月18日                                           | 1        |
| 70（スーパー） | ルーシー・ウォーレン                   | アメリカ合衆国   | 2016年6月18日 - 2017年2月10日                                           | 0        |
| 71（スーパー） | ザナト・ザキヤノフ                     | カザフスタン     | 2017年2月10日 - 2017年10月21日                                          | 0（1）   |
| 72（スーパー） | ライアン・バーネット                   | イギリス         | 2017年10月21日 - 2018年11月3日                                          | 1        |
| 73（スーパー） | ノニト・ドネア                         | フィリピン       | 2018年11月3日 - 2019年11月7日                                           | 1        |
| 74（スーパー） | 井上尚弥                               | 日本             | 2019年11月7日 - 2023年1月13日（返上）                                   | 5（8）   |
| 75             | 井上拓真                               | 日本             | 2023年4月8日 - 2024年10月13日                                           | 2        |
| 76             | 堤聖也                                 | 日本             | 2024年10月13日 - 現在                                                   | 1        |

### レギュラー王座
| 代 | 名前                   | 国籍     | 在位期間                                                          | 防衛回数 |
| -- | ---------------------- | -------- | ----------------------------------------------------------------- | -------- |
| 初 | 亀田興毅               | 日本     | 2010年12月26日 - 2013年12月6日 (返上)                             | 8        |
| 2  | ジェームス・マクドネル | イギリス | 2014年5月31日 - 2018年5月25日                                     | 6        |
| 3  | 井上尚弥               | 日本     | 2018年5月25日 - 2019年11月7日（王座統一戦によりスーパー王座昇格） | 3        |
| 4  | ギレルモ・リゴンドウ   | キューバ | 2020年2月8日 - 2021年8月14日（剥奪）                              | 0        |

### 休養王座
| 名前     | 国籍 | 在位期間                                           | 防衛回数 |
| -------- | ---- | -------------------------------------------------- | -------- |
| 亀田興毅 | 日本 | 2012年5月8日 - 2012年11月9日（レギュラー王座復帰） | 0        |

### 暫定王座
| 名前                                 | 国籍           | 在位期間                                                            | 防衛回数 |
| ------------------------------------ | -------------- | ------------------------------------------------------------------- | -------- |
| エイディ・モヤ                       | ベネズエラ     | 2000年12月16日 - 2001年10月14日（王座決定戦勝利により正規王座昇格） | 1        |
| 戸高秀樹                             | 日本           | 2003年10月4日 - 2004年3月6日                                        | 0        |
| フリオ・サラテ                       | メキシコ       | 2004年3月6日 - 2005年2月26日                                        | 0        |
| プーンサワット・クラティンデーンジム | タイ           | 2005年8月31日 - 2006年7月15日                                       | 1        |
| ネオマール・セルメニョ               | ベネズエラ     | 2009年3月14日 - 2010年3月27日                                       | 2        |
| ウーゴ・ルイス                       | メキシコ       | 2011年1月22日 - 2012年12月4日                                       | 4        |
| ヨンフレス・パレホ                   | ベネズエラ     | 2014年8月30日 - 2015年11月7日                                       | 0        |
| ザナト・ザキヤノフ                   | カザフスタン   | 2015年11月7日 - 2017年2月10日（王座統一戦により正規王座昇格）       | 1        |
| レイマート・ガバリョ                 | フィリピン     | 2018年3月23日 - 2019年3月31日 (剥奪)                                | 0        |
| アントニオ・バルガス                 | アメリカ合衆国 | 2024年12月13日 - 現在                                               | 0        |

## スーパーバンタム級
| 代             | 名前                         | 国籍           | 在位期間                                                                              | 防衛回数 |
| -------------- | ---------------------------- | -------------- | ------------------------------------------------------------------------------------- | -------- |
| 初             | 洪秀煥                       | 韓国           | 1977年11月26日 - 1978年5月7日                                                         | 1        |
| 2              | リカルド・カルドナ           | コロンビア     | 1978年5月7日 - 1980年5月4日                                                           | 5        |
| 3              | レオ・ランドルフ             | アメリカ合衆国 | 1980年5月4日 - 1980年8月9日                                                           | 0        |
| 4              | セルヒオ・パルマ             | アルゼンチン   | 1980年8月9日 - 1982年6月12日                                                          | 5        |
| 5              | レオ・クルス                 | ドミニカ共和国 | 1982年6月12日 - 1984年2月22日                                                         | 3        |
| 6              | ロリス・ステッカ             | イタリア       | 1984年2月22日 - 1984年5月26日                                                         | 0        |
| 7              | ビクトル・カジェハス         | プエルトリコ   | 1984年5月26日 - 1986年11月21日 (返上)                                                 | 2        |
| 8              | ルイ・エスピノサ             | アメリカ合衆国 | 1987年1月16日 - 1987年11月28日                                                        | 2        |
| 9              | フリオ・ヘルバシオ           | ドミニカ共和国 | 1987年11月28日 - 1988年2月28日                                                        | 0        |
| 10             | ベルナルド・ピニャンゴ       | ベネズエラ     | 1988年2月28日 - 1988年5月28日                                                         | 0        |
| 11             | ファン・ホセ・エストラーダ   | メキシコ       | 1988年5月28日 - 1989年12月11日                                                        | 3        |
| 12             | ヘスス・サルード             | アメリカ合衆国 | 1989年12月11日 - 1990年4月5日 (剥奪)                                                  | 0        |
| 13             | ルイス・メンドーサ           | コロンビア     | 1990年9月11日 - 1991年10月7日                                                         | 4        |
| 14             | ラウル・ペレス               | メキシコ       | 1991年10月7日 - 1992年3月27日                                                         | 0        |
| 15             | ウィルフレド・バスケス       | プエルトリコ   | 1992年3月27日 - 1995年5月31日                                                         | 9        |
| 16             | アントニオ・セルメニョ       | ベネズエラ     | 1995年5月31日 - 1997年10月4日 (返上)                                                  | 7        |
| 17             | エンリケ・サンチェス         | メキシコ       | 1998年2月9日 - 1998年12月12日                                                         | 0        |
| 18             | ネストール・ガルサ           | メキシコ       | 1998年12月12日 - 2000年3月4日                                                         | 3        |
| 19             | クラレンス・アダムズ         | アメリカ合衆国 | 2000年3月4日 - 2001年7月6日 (剥奪)                                                    | 2        |
| 20             | ヨベル・オルテガ             | ベネズエラ     | 2001年7月6日 - 2002年2月21日                                                          | 0 (1)    |
| 21             | ヨーダムロン・シンワンチャー | タイ           | 2002年2月21日 - 2002年5月18日                                                         | 0        |
| 22             | 佐藤修                       | 日本           | 2002年5月18日 - 2002年10月9日                                                         | 0        |
| 23             | サリム・メジクンヌ           | フランス       | 2002年10月9日 - 2003年7月4日                                                          | 1        |
| 24             | マヤル・モンシプール         | フランス       | 2003年7月4日 - 2006年3月18日                                                          | 5        |
| 25             | ソムサック・シンチャチャワン | タイ           | 2006年3月18日 - 2006年10月4日                                                         | 0        |
| 26（スーパー） | セレスティーノ・カバジェロ   | パナマ         | 2006年10月4日 - 2008年11月21日 スーパー：2008年11月21日 - 2010年12月10日 (返上)       | 8（10)   |
| 27             | 李冽理                       | 日本           | 2010年12月10日 - 2011年1月31日                                                        | 0        |
| 28             | 下田昭文                     | 日本           | 2011年1月31日 - 2011年7月9日                                                          | 0        |
| 29             | リコ・ラモス                 | アメリカ合衆国 | 2011年7月9日 - 2012年1月20日                                                          | 0        |
| 30（スーパー） | ギレルモ・リゴンドウ         | キューバ       | 2012年1月20日 - 2013年4月13日 スーパー：2013年4月13日 - 2015年10月30日 (休養王座認定) | 6（8)    |
| 31             | スコット・クィッグ           | イギリス       | 2015年10月30日 - 2016年2月27日                                                        | 0 (6)    |
| 32（スーパー） | カール・フランプトン         | イギリス       | 2016年2月27日 - 2016年4月8日 (剥奪)                                                   | 0        |
| 33（スーパー） | ギレルモ・リゴンドウ (2期目) | キューバ       | 2016年5月14日 - 2017年12月9日 (剥奪)                                                  | 1（9）   |
| 34（スーパー） | ダニエル・ローマン           | アメリカ合衆国 | 2017年12月9日 - 2019年4月26日 スーパー：2019年4月26日 - 2020年1月30日                 | 4        |
| 35（スーパー） | ムロジョン・アフマダリエフ   | ウズベキスタン | 2020年1月30日 - 2023年4月8日                                                          | 2        |
| 36（スーパー)  | マーロン・タパレス           | フィリピン     | 2023年4月8日 - 2023年12月26日                                                         | 0        |
| 37（スーパー)  | 井上尚弥                     | 日本           | 2023年12月26日 - 現在                                                                 | 3        |

### レギュラー王座
| 代 | 名前                                 | 国籍           | 在位期間                                      | 防衛回数 |
| -- | ------------------------------------ | -------------- | --------------------------------------------- | -------- |
| 初 | リカルド・コルドバ                   | パナマ         | 2008年11月21日 - 2009年3月21日                | 0        |
| 2  | バーナード・ダン                     | アイルランド   | 2009年3月21日 - 2009年9月26日                 | 0        |
| 3  | プーンサワット・クラティンデーンジム | タイ           | 2009年9月26日 - 2010年10月2日                 | 2 (3)    |
| 4  | 李冽理                               | 日本           | 2010年10月2日 - 2010年12月10日 (正規王座昇格) | 0        |
| 5  | スコット・クィッグ                   | イギリス       | 2013年9月5日 - 2015年10月30日                 | 6        |
| 6  | ネオマール・セルメニョ               | ベネズエラ     | 2016年6月24日 - 2017年4月9日                  | 2        |
| 7  | 久保隼                               | 日本           | 2017年4月9日 - 2017年9月3日                   | 0        |
| 8  | ダニエル・ローマン                   | アメリカ合衆国 | 2017年9月3日 - 2017年12月9日 (正規王座昇格)   | 0        |
| 9  | ブランドン・フィゲロア               | アメリカ合衆国 | 2019年10月31日 - 2021年11月27日（剥奪）       | 3 (4)    |

### 休養王座
| 名前                 | 国籍     | 在位期間                                           | 防衛回数 |
| -------------------- | -------- | -------------------------------------------------- | -------- |
| ギレルモ・リゴンドウ | キューバ | 2015年10月30日 - 2016年5月14日（スーパー王座復帰） | 0        |

### 暫定王座
| 名前                                 | 国籍           | 在位期間                                                         | 防衛回数 |
| ------------------------------------ | -------------- | ---------------------------------------------------------------- | -------- |
| カルロス・バレット                   | ベネズエラ     | 1998年10月3日 - 1999年5月8日                                     | 0        |
| アントニオ・セルメニョ               | ベネズエラ     | 1999年10月9日 - 2000年 (剥奪)                                    | 0        |
| ヨベル・オルテガ                     | ベネズエラ     | 2000年11月23日 - 2001年7月6日 (正規王座昇格)                     | 1        |
| セレスティーノ・カバジェロ           | パナマ         | 2005年10月15日 - 2006年10月4日 (王座統一により正規王座昇格)      | 2        |
| リカルド・コルドバ                   | パナマ         | 2008年9月22日 - 2008年11月21日 (レギュラー王座昇格)              | 0        |
| プーンサワット・クラティンデーンジム | タイ           | 2009年4月30日 - 2009年9月26日 (王座統一によりレギュラー王座昇格) | 1        |
| ギレルモ・リゴンドウ                 | キューバ       | 2010年11月13日 - 2012年1月20日 (王座統一により正規王座昇格)      | 2        |
| スコット・クィッグ                   | イギリス       | 2012年11月24日 - 2013年9月5日 (レギュラー王座昇格)               | 0        |
| ネオマール・セルメニョ               | ベネズエラ     | 2013年8月10日 - 2014年12月9日 (剥奪)                             | 0        |
| オスカル・エスカンドン               | コロンビア     | 2014年12月11日 - 2015年4月18日                                   | 0        |
| モイセス・フローレス                 | メキシコ       | 2015年4月18日 -2018年6月15日 (剥奪)                              | 2        |
| ブランドン・フィゲロア               | アメリカ合衆国 | 2019年4月20日 - 2019年10月31日 (レギュラー王座昇格)              | 1        |
| ライース・アリーム                   | アメリカ合衆国 | 2021年1月23日 - 2021年8月25日 (廃止)                             | 0        |
| ムロジョン・アフマダリエフ           | ウズベキスタン | 2024年12月14日 - 現在                                            | 0        |

## フェザー級
| 代             | 名前                         | 国籍             | 在位期間                                                                                     | 防衛回数 |
| -------------- | ---------------------------- | ---------------- | -------------------------------------------------------------------------------------------- | -------- |
| 初             | ベニー・バス                 | アメリカ合衆国   | 1927年9月12日 - 1928年2月10日                                                                | 0        |
| 2              | トニー・カンゾネリ           | アメリカ合衆国   | 1928年2月10日 - 1928年9月28日                                                                | 0        |
| 3              | アンドレ・ルーチス           | フランス         | 1928年9月28日 - 1929年9月23日                                                                | 1        |
| 4              | バタリング・バタリノ         | アメリカ合衆国   | 1929年9月23日 - 1932年1月27日 (剥奪)                                                         | 5        |
| 5              | トミー・ポール               | アメリカ合衆国   | 1932年5月26日 - 1933年1月13日                                                                | 0        |
| 6              | フレディ・ミラー             | アメリカ合衆国   | 1933年1月13日 - 1936年5月11日                                                                | 11       |
| 7              | ペティ・サロン               | アメリカ合衆国   | 1936年5月11日 - 1937年10月29日                                                               | 2        |
| 8              | ヘンリー・アームストロング   | アメリカ合衆国   | 1937年10月29日 - 1938年9月12日(返上)                                                         | 0        |
| 9              | ジョーイ・アーチボルト       | アメリカ合衆国   | 1939年10月29日 - 1940年3月29日（剥奪）                                                       | 1        |
| 10             | ペティ・スカルツォ           | アメリカ合衆国   | 1940年5月1日 - 1941年7月1日                                                                  | 3        |
| 11             | リッチー・レモス             | アメリカ合衆国   | 1941年7月1日 - 1941年11月18日                                                                | 0        |
| 12             | ジャッキー・ウィルソン       | アメリカ合衆国   | 1941年11月18日 - 1943年1月18日                                                               | 1        |
| 13             | ジャッキー・カルーラ         | カナダ           | 1943年1月18日 - 1943年8月16日                                                                | 1        |
| 14             | フィル・テラノバ             | アメリカ合衆国   | 1943年8月16日 - 1944年3月10日                                                                | 0        |
| 15             | サル・バートロ               | アメリカ合衆国   | 1944年3月10日 - 1946年6月7日                                                                 | 3        |
| 16             | ウィリー・ペップ             | アメリカ合衆国   | 1946年6月7日 - 1948年10月29日                                                                | 2        |
| 17             | サンディ・サドラー           | アメリカ合衆国   | 1948年10月29日 - 1949年2月11日                                                               | 0        |
| 18             | ウィリー・ペップ（2期目)     | アメリカ合衆国   | 1949年2月11日 - 1950年9月8日                                                                 | 3        |
| 19             | サンディ・サドラー(2期目)    | アメリカ合衆国   | 1950年9月8日 - 1957年1月16日（返上)                                                          | 3        |
| 20             | ホーガン・バッセイ           | ナイジェリア     | 1957年6月24日 - 1959年3月18日                                                                | 1        |
| 21             | デビー・ムーア               | アメリカ合衆国   | 1959年3月18日 - 1963年3月21日                                                                | 5        |
| 22             | シュガー・ラモス             | キューバ         | 1963年3月21日 - 1964年9月26日                                                                | 3        |
| 23             | ビセンテ・サルディバル       | メキシコ         | 1964年9月26日 - 1967年10月14日（返上)                                                        | 7        |
| 24             | ラウル・ロハス               | アメリカ合衆国   | 1968年3月28日 - 1968年9月27日                                                                | 0        |
| 25             | 西城正三                     | 日本             | 1968年9月27日 - 1971年9月2日                                                                 | 5        |
| 26             | アントニオ・ゴメス           | ベネズエラ       | 1971年9月2日 - 1972年8月19日                                                                 | 1        |
| 27             | エルネスト・マルセル         | パナマ           | 1972年8月19日 - 1974年5月31日 (返上)                                                         | 4        |
| 28             | ルーベン・オリバレス         | メキシコ         | 1974年7月9日 - 1974年11月23日                                                                | 0        |
| 29             | アレクシス・アルゲリョ       | ニカラグア       | 1974年11月23日 - 1976年10月9日 (返上)                                                        | 4        |
| 30             | ラファエル・オルテガ         | パナマ           | 1977年1月15日 - 1977年12月7日                                                                | 1        |
| 31             | セシリオ・ラストラ           | スペイン         | 1977年12月7日 - 1978年4月15日                                                                | 0        |
| 32             | エウセビオ・ペドロサ         | パナマ           | 1978年4月15日 - 1985年6月8日                                                                 | 19       |
| 33             | バリー・マクギガン           | イギリス         | 1985年6月8日 - 1986年6月23日                                                                 | 2        |
| 34             | スティーブ・クルス           | アメリカ合衆国   | 1986年6月23日 - 1987年3月6日                                                                 | 0        |
| 35             | アントニオ・エスパラゴサ     | ベネズエラ       | 1987年3月6日 - 1991年3月30日                                                                 | 7        |
| 36             | 朴永均                       | 韓国             | 1991年3月30日 - 1993年12月4日                                                                | 8        |
| 37             | エロイ・ロハス               | ベネズエラ       | 1993年12月4日 - 1996年5月18日                                                                | 6        |
| 38             | ウィルフレド・バスケス       | プエルトリコ     | 1996年5月18日 - 1998年3月25日 (剥奪)                                                         | 4        |
| 39             | フレディ・ノーウッド         | アメリカ合衆国   | 1998年4月3日 - 1998年9月21日 (剥奪)                                                          | 3        |
| 40             | アントニオ・セルメニョ       | ベネズエラ       | 1998年10月3日 - 1999年5月29日                                                                | 1        |
| 41             | フレディ・ノーウッド (2期目) | アメリカ合衆国   | 1999年5月29日 - 2000年9月9日                                                                 | 3        |
| 42             | デリック・ゲイナー           | アメリカ合衆国   | 2000年9月9日 - 2003年11月1日                                                                 | 3        |
| 43（スーパー） | ファン・マヌエル・マルケス   | メキシコ         | 2003年11月1日 - 2005年8月22日 (剥奪)                                                         | 0        |
| 44（スーパー） | クリス・ジョン               | インドネシア     | 2005年8月22日 - 2009年6月27日 スーパー：2009年6月27日 - 2010年7月14日（休養王座認定）        | 8（12）  |
| 45（スーパー） | ユリオルキス・ガンボア       | キューバ         | 2010年7月14日 - 2010年9月11日 スーパー：2010年9月11日 - 2010年12月5日 (レギュラー王座再認定) | 1（4）   |
| 46（スーパー） | クリス・ジョン               | インドネシア     | 2010年12月5日 - 2013年12月6日                                                                | 6（18）  |
| 47（スーパー） | シンピウィ・ベトイェカ       | 南アフリカ共和国 | 2013年12月6日 - 2014年5月31日                                                                | 0        |
| 48（スーパー） | ノニト・ドネア               | フィリピン       | 2014年5月31日 - 2014年10月18日                                                               | 0        |
| 49（スーパー） | ニコラス・ウォータース       | ジャマイカ       | 2014年10月18日 - 2015年2月21日 スーパー：2015年2月21日 - 2015年6月12日 (剥奪)                | 1（3）   |
| 50             | ヘスス・クエジャル           | アルゼンチン     | 2015年6月12日 - 2015年8月29日（レギュラー王座再認定）                                        | 0（4）   |
| 51（スーパー） | レオ・サンタ・クルス         | メキシコ         | 2015年8月29日 - 2016年7月30日                                                                | 1        |
| 52（スーパー） | カール・フランプトン         | イギリス         | 2016年7月30日 - 2017年1月28日                                                                | 0        |
| 53（スーパー） | レオ・サンタ・クルス (2期目) | メキシコ         | 2017年1月28日 - 2022年12月12日（返上）                                                       | 3        |
| 54             | リー・ウッド                 | イギリス         | 2022年12月12日 - 2023年2月18日                                                               | 0（1）   |
| 55             | マウリシオ・ララ             | メキシコ         | 2023年2月18日 - 2023年5月26日（剥奪）                                                        | 0        |
| 56             | リー・ウッド (2期目)         | イギリス         | 2023年5月27日 - 2023年10月17日（返上）                                                       | 1        |
| 57             | レイモンド・フォード         | アメリカ合衆国   | 2024年3月2日 - 2024年6月1日                                                                  | 0        |
| 58             | ニック・ボール               | イギリス         | 2024年6月1日 - 現在                                                                          | 1        |

### レギュラー王座
| 代 | 名前                            | 国籍         | 在位期間                                                     | 防衛回数 |
| -- | ------------------------------- | ------------ | ------------------------------------------------------------ | -------- |
| 初 | クリス・ジョン                  | インドネシア | 2003年11月1日 - 2005年8月22日（正規王座昇格）                | 4        |
| 2  | ユリオルキス・ガンボア          | キューバ     | 2009年6月27日 - 2010年7月14日（正規王座昇格）                | 3        |
| 3A | ユリオルキス・ガンボア（2期目） | キューバ     | 2010年12月5日 - 2011年6月11日（剥奪）                        | 1（5）   |
| 3B | ジョナサン・ビクター・バロス    | アルゼンチン | 2010年12月4日 - 2011年10月14日                               | 2        |
| 4  | セレスティーノ・カバジェロ      | パナマ       | 2011年10月14日 - 2012年10月8日 (返上)                        | 1        |
| 5  | ニコラス・ウォータース          | ジャマイカ   | 2012年12月8日 - 2014年10月18日（王座統一により正規王座昇格） | 2        |
| 6  | ヘスス・クエジャル              | アルゼンチン | 2015年2月21日 - 2015年6月12日（正規王座昇格）                | 1（4）   |
| 7  | ヘスス・クエジャル（2期目）     | アルゼンチン | 2015年8月29日 - 2016年12月10日                               | 1（5）   |
| 8  | アブネル・マレス                | メキシコ     | 2016年12月10日 - 2018年6月9日                                | 1        |
| 9  | ヘスス・マヌエル・ロハス        | プエルトリコ | 2018年7月4日 - 2019年1月26日                                 | 0        |
| 10 | 徐燦                            | 中国         | 2019年1月26日 - 2021年7月31日                                | 2        |
| 11 | リー・ウッド                    | イギリス     | 2021年7月31日 - 2022年12月12日（正規王座昇格）               | 1        |

### 休養王座
| 名前           | 国籍         | 在位期間                                      | 防衛回数 |
| -------------- | ------------ | --------------------------------------------- | -------- |
| クリス・ジョン | インドネシア | 2010年7月14日 - 2010年12月5日（正規王座復帰） | 0        |

### 暫定王座
| 名前                     | 国籍           | 在位期間                                            | 防衛回数 |
| ------------------------ | -------------- | --------------------------------------------------- | -------- |
| クリス・ジョン           | インドネシア   | 2003年9月27日 - 2003年11月1日（レギュラー王座昇格） | 0        |
| ユリオルキス・ガンボア   | キューバ       | 2009年4月17日 - 2009年6月27日（レギュラー王座昇格） | 0        |
| ハビエル・フォルトゥナ   | ドミニカ共和国 | 2012年12月8日 - 2013年4月18日 (剥奪)                | 0        |
| ヘスス・クエジャル       | アルゼンチン   | 2013年8月23日 - 2015年2月21日（レギュラー王座昇格） | 3        |
| カルロス・ザンブラーノ   | ペルー         | 2015年3月28日 - 2017年4月29日                       | 0        |
| クラウディオ・マレロ     | ドミニカ共和国 | 2017年4月29日 - 2017年9月15日                       | 0        |
| ヘスス・マヌエル・ロハス | プエルトリコ   | 2017年9月15日 - 2018年7月4日（レギュラー王座昇格）  | 0        |
| ジャック・テポラ         | フィリピン     | 2018年7月14日 - 2019年1月18日 (剥奪)                | 0        |
| エドゥアルド・ラミレス   | メキシコ       | 2021年5月1日 - 2021年8月2日 (返上)                  | 0        |
| マイケル・コンラン       | アイルランド   | 2021年8月6日 - 2021年8月25日 (廃止)                 | 0        |

## スーパーフェザー級
| 代             | 名前                             | 国籍             | 在位期間                                                              | 防衛回数 |
| -------------- | -------------------------------- | ---------------- | --------------------------------------------------------------------- | -------- |
| 初             | トッド・モーガン                 | アメリカ合衆国   | 1927年12月16日 - 1929年12月19日                                       | 5（12）  |
| 2              | ベニー・バス                     | アメリカ合衆国   | 1929年12月19日 - 1931年7月15日                                        | 0        |
| 3              | キッド・チョコレート             | キューバ         | 1931年7月15日 - 1932年9月20日（一時廃止）                             | 3        |
| 4              | キッド・チョコレート（2期目）    | キューバ         | 1933年3月28日 - 1933年12月25日                                        | 3        |
| 5              | フランキー・クリック             | アメリカ合衆国   | 1933年12月25日 - 1934年3月5日（返上)                                  | 0        |
| 6              | サンディ・サドラー               | アメリカ合衆国   | 1949年12月6日 - 1957年1月21日（返上)                                  | 2        |
| 7              | ハロルド・ゴメス                 | アメリカ合衆国   | 1959年7月20日 - 1960年3月16日                                         | 0        |
| 8              | フラッシュ・エロルデ             | フィリピン       | 1960年3月16日 - 1967年6月15日                                         | 6        |
| 9              | 沼田義明                         | 日本             | 1967年6月15日 - 1967年12月14日                                        | 0        |
| 10             | 小林弘                           | 日本             | 1967年12月14日 - 1971年7月29日                                        | 6        |
| 11             | アルフレド・マルカノ             | ベネズエラ       | 1971年7月29日 - 1972年4月25日                                         | 1        |
| 12             | ベン・ビラフロア                 | フィリピン       | 1972年4月25日 - 1973年3月12日                                         | 1        |
| 13             | 柴田国明                         | 日本             | 1973年3月12日 - 1973年10月27日                                        | 1        |
| 14             | ベン・ビラフロア (2期目)         | フィリピン       | 1973年10月27日 - 1976年10月16日                                       | 5        |
| 15             | サムエル・セラノ                 | プエルトリコ     | 1976年10月16日 - 1980年8月2日                                         | 10       |
| 16             | 上原康恒                         | 日本             | 1980年8月2日 - 1981年4月9日                                           | 1        |
| 17             | サムエル・セラノ (2期目)         | プエルトリコ     | 1981年4月9日 - 1983年1月19日                                          | 3        |
| 18             | ロジャー・メイウェザー           | アメリカ合衆国   | 1983年1月19日 - 1984年2月26日                                         | 2        |
| 19             | ロッキー・ロックリッジ           | アメリカ合衆国   | 1984年2月26日 - 1985年5月19日                                         | 2        |
| 20             | ウイルフレド・ゴメス             | プエルトリコ     | 1985年5月19日 - 1986年5月24日                                         | 0        |
| 21             | アルフレド・ライネ               | パナマ           | 1986年5月24日 - 1986年9月27日                                         | 0        |
| 22             | ブライアン・ミッチェル           | 南アフリカ共和国 | 1986年9月27日 - 1991年4月20日 (返上)                                  | 12       |
| 23             | ジョーイ・ガマチェ               | アメリカ合衆国   | 1991年6月28日 - 1991年10月20日 (返上)                                 | 0        |
| 24             | ヘナロ・エルナンデス             | アメリカ合衆国   | 1991年11月22日 - 1995年7月13日 (返上)                                 | 8        |
| 25             | 崔龍洙                           | 韓国             | 1995年10月21日 - 1999年9月5日                                         | 7        |
| 26             | 畑山隆則                         | 日本             | 1998年9月5日 - 1999年6月27日                                          | 1        |
| 27             | ラクバ・シン                     | モンゴル         | 1999年6月27日 - 1999年10月31日                                        | 0        |
| 28             | 白鐘権                           | 韓国             | 1999年10月31日 - 2000年5月21日                                        | 1        |
| 29             | ホエール・カサマヨール           | キューバ         | 2000年5月21日 - 2002年1月12日                                         | 4（5）   |
| 30（スーパー） | アセリノ・フレイタス             | ブラジル         | 2002年1月12日 - 2004年2月10日 (返上)                                  | 3        |
| 31             | ヨーサナン・3Kバッテリー         | タイ             | 2004年2月10日 - 2005年4月30日                                         | 1（3）   |
| 32             | ビセンテ・モスケラ               | パナマ           | 2005年4月30日 - 2006年8月5日                                          | 1        |
| 33             | エドウィン・バレロ               | ベネズエラ       | 2006年8月5日 - 2008年9月3日 (返上)                                    | 4        |
| 34             | ホルヘ・リナレス                 | ベネズエラ       | 2008年11月29日 - 2009年10月10日                                       | 1        |
| 35             | フアン・カルロス・サルガド       | メキシコ         | 2009年10月10日 - 2010年1月11日                                        | 0        |
| 36（スーパー） | 内山高志                         | 日本             | 2010年1月11日 - 2015年2月21日 スーパー：2015年2月21日 - 2016年4月27日 | 11       |
| 37（スーパー） | ジェスレル・コラレス             | パナマ           | 2016年4月27日 - 2017年10月20日 (剥奪)                                 | 2（3）   |
| 38             | アルベルト・マチャド             | プエルトリコ     | 2017年10月21日 - 2018年4月21日（レギュラー王座認定）                  | 2        |
| 39（スーパー） | ジャーボンテイ・デービス         | アメリカ合衆国   | 2018年4月21日 - 2019年9月1日 (返上)                                   | 2        |
| 40             | アンドリュー・カンシオ           | アメリカ合衆国   | 2019年9月2日 - 2019年11月23日（陥落当日レギュラー王座認定）           | 0        |
| 41（スーパー） | レオ・サンタ・クルス             | メキシコ         | 2019年11月23日 - 2020年10月31日                                       | 0        |
| 42（スーパー） | ジャーボンテイ・デービス (2期目) | アメリカ合衆国   | 2020年10月31日 - 2021年8月28日 (返上)                                 | 1        |
| 43             | ロジャー・グティエレス           | ベネズエラ       | 2021年8月28日 - 2022年8月20日                                         | 0（1）   |
| 44             | エクトール・ルイス・ガルシア     | ドミニカ共和国   | 2022年8月20日 - 2023年11月25日                                        | 0        |
| 45             | ラモン・ローチ・ジュニア         | アメリカ合衆国   | 2023年11月25日 - 現在                                                 | 1        |

### レギュラー王座
| 代 | 名前                            | 国籍           | 在位期間                                      | 防衛回数 |
| -- | ------------------------------- | -------------- | --------------------------------------------- | -------- |
| 初 | ヨーサナン・3Kバッテリー        | タイ           | 2002年4月13日 - 2004年2月10日（正規王座昇格） | 2        |
| 2  | ハビエル・フォルトゥナ          | ドミニカ共和国 | 2015年5月29日 - 2016年6月24日                 | 1        |
| 3  | ジェイソン・ソーサ              | アメリカ合衆国 | 2016年6月24日 - 2017年2月15日 (返上)          | 1        |
| 4  | アルベルト・マチャド            | プエルトリコ   | 2018年4月21日 - 2019年2月9日                  | 2        |
| 5  | アンドリュー・カンシオ          | アメリカ合衆国 | 2019年2月9日 - 2019年9月2日（正規王座昇格）   | 1        |
| 6  | アンドリュー・カンシオ（2期目） | アメリカ合衆国 | 2019年11月23日 - 2019年11月23日               | 0（1）   |
| 7  | レネ・アルバラード              | ニカラグア     | 2019年11月23日 - 2021年1月2日                 | 0        |
| 8  | ロジャー・グティエレス          | ベネズエラ     | 2021年1月2日 - 2021年8月28日（正規王座昇格）  | 1        |

### 暫定王座
| 名前                         | 国籍           | 在位期間                                                         | 防衛回数 |
| ---------------------------- | -------------- | ---------------------------------------------------------------- | -------- |
| アントニオ・エルナンデス     | メキシコ       | 1999年2月20日 - 1999年6月19日                                    | 0        |
| ホエール・カサマヨール       | キューバ       | 1999年6月19日 - 2000年5月21日（王座統一により正規王座昇格）      | 1        |
| リカル・ラモス               | コロンビア     | 2009年11月19日 - 2010年2月6日                                    | 0        |
| ホルヘ・ソリス               | メキシコ       | 2010年2月6日 - 2011年12月31日                                    | 2        |
| ブライアン・バスケス         | コスタリカ     | 2011年11月3日 - 2012年12月31日                                   | 1        |
| ユリオルキス・ガンボア       | キューバ       | 2012年12月8日 - 2013年3月 (返上)                                 | 0        |
| ブライアン・バスケス (2期目) | コスタリカ     | 2013年10月26日 - 2014年12月19日（剥奪）                          | 1        |
| エマヌエル・ロペス           | メキシコ       | 2015年3月21日 - 2015年10月23日（剥奪）                           | 1        |
| ジェスレル・コラレス         | パナマ         | 2015年12月17日 - 2016年4月27日（王座統一によりスーパー王座昇格） | 1        |
| クリス・コルバート           | アメリカ合衆国 | 2020年1月18日 - 2021年8月26日 (廃止)                             | 2        |
| アルベルト・バティルガジエフ | ロシア         | 2024年7月12日 - 現在                                             | 0        |

## ライト級
| 代            | 名前                           | 国籍                           | 在位期間                                                             | 防衛回数 |
| ------------- | ------------------------------ | ------------------------------ | -------------------------------------------------------------------- | -------- |
| 初            | ベニー・レナード               | アメリカ合衆国                 | 1917年5月18日 - 1925年1月15日(返上)                                  | 7        |
| 2             | ジミー・グッドリッチ           | アメリカ合衆国                 | 1925年7月13日 - 1925年12月7日                                        | 0        |
| 3             | ロッキー・カンザス             | アメリカ合衆国                 | 1925年12月7日 - 1926年7月3日                                         | 0        |
| 4             | サミー・マンデル               | アメリカ合衆国                 | 1926年7月3日 - 1930年7月17日                                         | 3        |
| 5             | アル・シンガー                 | アメリカ合衆国                 | 1930年7月17日 - 1930年11月14日                                       | 0        |
| 6             | トニー・カンゾネリ             | アメリカ合衆国                 | 1930年11月14日 - 1933年6月23日                                       | 5        |
| 7             | バーニー・ロス                 | アメリカ合衆国                 | 1933年6月23日 - 1935年4月15日 (返上)                                 | 1        |
| 8             | トニー・カンゾネリ(2期目)      | アメリカ合衆国                 | 1935年5月10日 - 1936年9月3日                                         | 1        |
| 9             | ルー・アンバース               | アメリカ合衆国                 | 1936年9月3日 - 1938年8月17日                                         | 2        |
| 10            | ヘンリー・アームストロング     | アメリカ合衆国                 | 1938年8月17日 - 1939年8月22日                                        | 1        |
| 11            | ルー・アンバース(2期目)        | アメリカ合衆国                 | 1939年8月22日 - 1940年3月25日 (剥奪)                                 | 0        |
| 12            | サミー・アンゴット             | アメリカ合衆国                 | 1940年5月3日 - 1942年11月14日(返上)                                  | 1        |
| 13            | サミー・アンゴット(2期目)      | アメリカ合衆国                 | 1943年10月27日 - 1944年3月8日                                        | 0        |
| 14            | ファン・スリタ                 | メキシコ                       | 1944年3月8日 - 1945年4月18日                                         | 0        |
| 15            | アイク・ウィリアムス           | アメリカ合衆国                 | 1945年4月18日 - 1951年5月25日                                        | 8        |
| 16            | ジミー・カーター               | アメリカ合衆国                 | 1951年5月25日 - 1952年5月14日                                        | 2        |
| 17            | ラウロ・サラス                 | メキシコ                       | 1952年5月14日 - 1952年10月15日                                       | 0        |
| 18            | ジミー・カーター(2期目)        | アメリカ合衆国                 | 1952年10月15日 - 1954年3月5日                                        | 3        |
| 19            | バディ・デマルコ               | アメリカ合衆国                 | 1954年3月5日 - 1954年11月17日                                        | 0        |
| 20            | ジミー・カーター(3期目)        | アメリカ合衆国                 | 1954年11月17日 - 1955年6月29日                                       | 0        |
| 21            | ウォーレス・バッド・スミス     | アメリカ合衆国                 | 1955年6月29日 - 1956年8月24日                                        | 1        |
| 22            | ジョー・ブラウン               | アメリカ合衆国                 | 1956年8月24日 - 1962年4月21日                                        | 11       |
| 23            | カルロス・オルチス             | プエルトリコ                   | 1962年4月21日 - 1965年4月10日                                        | 4        |
| 24            | イスマエル・ラグナ             | パナマ                         | 1965年4月10日 - 1965年11月13日                                       | 0        |
| 25            | カルロス・オルチス (2期目)     | プエルトリコ                   | 1965年11月13日 - 1968年6月29日                                       | 5        |
| 26            | カルロス・テオ・クルス         | ドミニカ共和国                 | 1968年6月29日 - 1969年2月18日                                        | 1        |
| 27            | マンド・ラモス                 | アメリカ合衆国                 | 1969年2月18日 - 1970年3月3日                                         | 1        |
| 28            | イスマエル・ラグナ (2期目)     | パナマ                         | 1970年3月3日 - 1970年9月26日                                         | 1        |
| 29            | ケン・ブキャナン               | イギリス                       | 1970年9月26日 - 1972年6月26日                                        | 2        |
| 30            | ロベルト・デュラン             | パナマ                         | 1972年6月26日 - 1979年2月2日 (返上)                                  | 12       |
| 31            | エルネスト・エスパーニャ       | ベネズエラ                     | 1979年6月16日 - 1980年3月2日                                         | 1        |
| 32            | ヒルマー・ケンティ             | アメリカ合衆国                 | 1980年3月2日 - 1981年4月12日                                         | 3        |
| 33            | ショーン・オグラディ           | アメリカ合衆国                 | 1981年4月12日 - 1981年8月14日 (剥奪)                                 | 0        |
| 34            | クロード・ノエル               | トリニダード・トバゴ           | 1981年9月12日 - 1981年12月5日                                        | 0        |
| 35            | アルツロ・フリアス             | アメリカ合衆国                 | 1981年12月5日 - 1982年5月8日                                         | 1        |
| 36            | レイ・マンシーニ               | アメリカ合衆国                 | 1982年5月8日 - 1984年6月1日                                          | 4        |
| 37            | リビングストン・ブランブル     | セントクリストファー・ネイビス | 1984年6月1日 - 1986年9月26日                                         | 2        |
| 38            | エドウィン・ロサリオ           | プエルトリコ                   | 1986年9月26日 - 1987年11月21日                                       | 1        |
| 39            | フリオ・セサール・チャベス     | メキシコ                       | 1987年11月21日 - 1989年6月1日 (返上)                                 | 1        |
| 40            | エドウィン・ロサリオ (2期目)   | プエルトリコ                   | 1989年7月9日 - 1990年4月4日                                          | 0        |
| 41            | ファン・ナサリオ               | プエルトリコ                   | 1990年4月4日 - 1990年8月11日                                         | 0        |
| 42            | パーネル・ウィテカー           | アメリカ合衆国                 | 1990年8月11日 - 1992年4月20日 (返上)                                 | 3        |
| 43            | ジョーイ・ガマチェ             | アメリカ合衆国                 | 1992年6月12日 - 1992年10月24日                                       | 0        |
| 44            | トニー・ロペス                 | アメリカ合衆国                 | 1992年10月24日 - 1993年6月26日                                       | 1        |
| 45            | ディンガン・トベラ             | 南アフリカ共和国               | 1993年6月26日 - 1993年10月30日                                       | 0        |
| 46            | オルズベック・ナザロフ         | キルギス                       | 1993年10月30日 - 1998年5月16日                                       | 6        |
| 47            | ジャン＝バチスト・メンディ     | フランス                       | 1998年5月16日 - 1999年4月10日                                        | 1        |
| 48            | ジュリアン・ロルシー           | フランス                       | 1999年4月10日 - 1999年8月7日                                         | 0        |
| 49            | ステファン・ゾフ               | イタリア                       | 1999年8月7日 - 1999年11月13日                                        | 0        |
| 50            | ヒルベルト・セラノ             | ベネズエラ                     | 1999年11月13日 - 2000年6月11日                                       | 1        |
| 51            | 畑山隆則                       | 日本                           | 2000年6月11日 - 2001年7月1日                                         | 2        |
| 52            | ジュリアン・ロルシー (2期目)   | フランス                       | 2001年7月1日 - 2001年10月8日                                         | 0        |
| 53            | ラウル・バルビ                 | アルゼンチン                   | 2001年10月8日 - 2002年1月5日                                         | 0        |
| 54            | レオナルド・ドリン             | ルーマニア                     | 2002年1月5日 - 2004年10月24日 (返上)                                 | 2        |
| 55            | ラクバ・シン                   | モンゴル                       | 2004年4月10日 - 2004年7月17日                                        | 0        |
| 56 (スーパー) | ファン・ディアス               | アメリカ合衆国                 | 2004年7月17日 - 2007年4月28日 スーパー：2007年4月28日 - 2008年3月8日 | 7        |
| 57 (スーパー) | ネート・キャンベル             | アメリカ合衆国                 | 2008年3月8日 - 2009年1月10日 (返上)                                  | 0        |
| 58            | パウルス・モーゼス             | ナミビア                       | 2009年1月10日 - 2009年2月28日 (レギュラー王座認定)                   | 0        |
| 59 (スーパー) | ファン・マヌエル・マルケス     | メキシコ                       | 2009年2月28日 - 2012年1月4日 (剥奪)                                  | 0        |
| 60            | リカルド・アブリル             | キューバ                       | 2013年2月28日 - 2015年4月10日 (休養王座認定)                         | 2        |
| 61            | ダーリー・ペレス               | コロンビア                     | 2015年4月10日 - 2015年11月21日                                       | 1 (3)    |
| 62            | アンソニー・クローラ           | イギリス                       | 2015年11月21日 - 2016年9月24日                                       | 1        |
| 63            | ホルヘ・リナレス               | ベネズエラ                     | 2016年9月24日 - 2018年5月12日                                        | 3        |
| 64 (スーパー) | ワシル・ロマチェンコ           | ウクライナ                     | 2018年5月12日 - 2020年10月17日                                       | 3        |
| 65 (スーパー) | テオフィモ・ロペス             | アメリカ合衆国                 | 2020年10月17日 - 2021年11月27日                                      | 0        |
| 66 (スーパー) | ジョージ・カンボソス・ジュニア | オーストラリア                 | 2021年11月27日 - 2022年6月4日                                        | 0        |
| 67 (スーパー) | デヴィン・ヘイニー             | アメリカ合衆国                 | 2022年6月4日 - 2023年11月29日（返上）                                | 2        |
| 6             | ジャーボンテイ・デービス       | アメリカ合衆国                 | 2023年11月29日 - 現在                                                | 2（6）   |

### レギュラー王座
| 代 | 名前                        | 国籍           | 在位期間                                        | 防衛回数 |
| -- | --------------------------- | -------------- | ----------------------------------------------- | -------- |
| 初 | ホセ・アルファロ            | ニカラグア     | 2007年12月29日 - 2008年5月19日                  | 0        |
| 2  | 小堀佑介                    | 日本           | 2008年5月19日 - 2009年1月3日                    | 0        |
| 3  | パウルス・モーゼス          | ナミビア       | 2009年1月3日 - 2009年1月10日（正規王座昇格）    | 0        |
| 4  | パウルス・モーゼス（2期目） | ナミビア       | 2009年2月28日 - 2010年5月29日                   | 1        |
| 5  | ミゲル・アコスタ            | ベネズエラ     | 2010年5月29日 - 2011年2月26日                   | 0（1）   |
| 6  | ブランドン・リオス          | アメリカ合衆国 | 2011年2月26日 - 2011年12月3日 (剥奪)            | 1        |
| 7  | ジャーボンテイ・デービス    | アメリカ合衆国 | 2019年12月28日 - 2023年11月29日（正規王座昇格） | 4        |

### 休養王座
| 名前               | 国籍     | 在位期間                             | 防衛回数 |
| ------------------ | -------- | ------------------------------------ | -------- |
| リカルド・アブリル | キューバ | 2015年4月10日 - 2015年8月12日 (剥奪) | 0 (2)    |

### 暫定王座
| 名前                   | 国籍           | 在位期間                                                         | 防衛回数 |
| ---------------------- | -------------- | ---------------------------------------------------------------- | -------- |
| ミゲル・アコスタ       | ベネズエラ     | 2009年7月25日 - 2010年5月29日 (王座統一によりレギュラー王座昇格) | 1        |
| ロバート・ゲレーロ     | アメリカ合衆国 | 2011年4月9日 - 2011年8月29日 (返上)                              | 0        |
| リカルド・アブリル     | キューバ       | 2011年10月22日 - 2013年2月28日 (正規王座昇格)                    | 0        |
| ユリオルキス・ガンボア | キューバ       | 2013年6月8日 - 2014年5月 (返上)                                  | 0        |
| ダーリー・ペレス       | コロンビア     | 2014年6月28日 - 2015年4月10日 (正規王座昇格)                     | 2        |
| デリー・マシューズ     | イギリス       | 2015年4月18日 - 2015年11月21日 (返上)                            | 0        |
| イスマエル・バローゾ   | ベネズエラ     | 2015年12月12日 - 2016年5月7日                                    | 0        |
| ロランド・ロメロ       | アメリカ合衆国 | 2020年8月15日 - 2021年8月25日 (廃止)                             | 1        |

## スーパーライト級
| 代            | 名前                             | 国籍           | 在位期間                                                                     | 防衛回数 |
| ------------- | -------------------------------- | -------------- | ---------------------------------------------------------------------------- | -------- |
| 初            | ピンキー・ミッチェル             | アメリカ合衆国 | 1922年11月22日 - 1926年9月21日                                               | 0        |
| 2             | マッシー・キャラハン             | アメリカ合衆国 | 1926年9月21日 - 1930年2月18日                                                | 3        |
| 3             | ジャック・キッド・バーグ         | イギリス       | 1930年2月18日 - 1931年4月24日                                                | 6        |
| 4             | トニー・カンゾネリ               | アメリカ合衆国 | 1931年4月24日 - 1932年1月18日                                                | 3        |
| 5             | ジョニー・ジャディック           | アメリカ合衆国 | 1932年1月18日 - 1933年2月20日 (タイトル預かり)                               | 1        |
| 6             | カルロス・オルティス             | プエルトリコ   | 1959年6月12日 - 1960年9月1日                                                 | 2        |
| 7             | ドゥイリオ・ロイ                 | イタリア       | 1960年9月1日 - 1962年9月14日                                                 | 2        |
| 8             | エディ・パーキンス               | アメリカ合衆国 | 1962年9月14日 - 1962年12月15日                                               | 0        |
| 9             | デュリオ・ロイ (2期目)           | イタリア       | 1962年12月15日 - 1963年1月24日 (返上)                                        | 0        |
| 10            | ロベルト・クルス                 | フィリピン     | 1963年3月31日 - 1963年6月15日                                                | 0        |
| 11            | エディ・パーキンス (2期目)       | アメリカ合衆国 | 1963年6月15日 - 1965年1月18日                                                | 2        |
| 12            | カルロス・エルナンデス           | ベネズエラ     | 1965年1月18日 - 1966年4月29日                                                | 2        |
| 13            | サンドロ・ロポポロ               | イタリア       | 1966年4月29日 - 1967年4月30日                                                | 1        |
| 14            | 藤猛                             | 日本           | 1967年4月30日 - 1968年12月12日                                               | 1        |
| 15            | ニコリノ・ローチェ               | アルゼンチン   | 1968年12月12日 - 1972年3月10日                                               | 5        |
| 16            | アルフォンソ・フレイザー         | パナマ         | 1972年3月10日 - 1972年10月29日                                               | 1        |
| 17            | アントニオ・セルバンテス         | コロンビア     | 1972年10月29日 - 1976年3月6日                                                | 10       |
| 18            | ウィルフレド・ベニテス           | プエルトリコ   | 1976年3月6日 - 1976年11月28日 (返上)                                         | 2        |
| 19            | アントニオ・セルバンテス (2期目) | コロンビア     | 1977年6月25日 - 1980年8月2日                                                 | 6        |
| 20            | アーロン・プライヤー             | アメリカ合衆国 | 1980年8月2日 - 1983年10月26日 (返上)                                         | 8        |
| 21            | ジョニー・バンフス               | アメリカ合衆国 | 1984年1月22日 - 1984年6月1日                                                 | 0        |
| 22            | ジーン・ハッチャー               | アメリカ合衆国 | 1984年6月1日 - 1985年7月21日                                                 | 1        |
| 23            | ウバルド・サッコ                 | アルゼンチン   | 1985年7月21日 - 1986年3月15日                                                | 0        |
| 24            | パトリツィオ・オリバー           | イタリア       | 1986年3月15日 - 1987年7月4日                                                 | 2        |
| 25            | ファン・マルチン・コッジ         | アルゼンチン   | 1987年7月4日 - 1990年8月17日                                                 | 4        |
| 26            | ロレト・ガルサ                   | アメリカ合衆国 | 1990年8月17日 - 1991年6月14日                                                | 1        |
| 27            | エドウィン・ロサリオ             | プエルトリコ   | 1991年6月14日 - 1992年4月10日                                                | 0        |
| 28            | 平仲明信                         | 日本           | 1992年4月10日 - 1992年9月9日                                                 | 0        |
| 29            | モーリス・イースト               | フィリピン     | 1992年9月9日 - 1993年1月12日                                                 | 0        |
| 30            | ファン・マルチン・コッジ (2期目) | アルゼンチン   | 1993年1月12日 - 1994年9月17日                                                | 6        |
| 31            | フランキー・ランドール           | アメリカ合衆国 | 1994年9月17日 - 1996年1月13日                                                | 2        |
| 32            | ファン・マルチン・コッジ (3期目) | アルゼンチン   | 1996年1月13日 - 1996年8月16日                                                | 0        |
| 33            | フランキー・ランドール (2期目)   | アメリカ合衆国 | 1996年8月16日 - 1997年1月11日                                                | 0        |
| 34            | カル・ライリー                   | モロッコ       | 1997年1月11日 - 1998年10月10日                                               | 2        |
| 35            | シャンバ・ミッチェル             | アメリカ合衆国 | 1998年10月10日 - 2001年2月3日                                                | 4        |
| 36 (スーパー) | コンスタンチン・チュー           | オーストラリア | 2001年2月3日 - 2004年6月16日 (剥奪)                                          | 4        |
| 37            | ビビアン・ハリス                 | ガイアナ       | 2004年6月16日 - 2005年6月25日                                                | 1 (3)    |
| 38            | カルロス・マウサ                 | コロンビア     | 2005年6月25日 - 2005年11月26日                                               | 0        |
| 39 (スーパー) | リッキー・ハットン               | イギリス       | 2005年11月26日 - 2006年5月4日 (返上)                                         | 0        |
| 40            | ソレイマヌ・ムバイエ             | フランス       | 2006年9月2日 - 2007年7月21日                                                 | 1        |
| 41            | ゲビン・リース                   | イギリス       | 2007年7月21日 - 2008年3月22日                                                | 0        |
| 42            | アンドレアス・コテルニク         | ウクライナ     | 2008年3月22日 - 2009年7月18日                                                | 2        |
| 43 (スーパー) | アミール・カーン                 | イギリス       | 2009年7月18日 - 2011年7月23日 スーパー：2011年7月23日 - 2011年12月10日       | 5        |
| 44 (スーパー) | ラモン・ピーターソン             | アメリカ合衆国 | 2011年12月10日 - 2012年7月11日 (剥奪)                                        | 0        |
| 45 (スーパー) | アミール・カーン (2期目)         | イギリス       | 2012年7月11日 (返還) - 2012年7月14日                                         | 0        |
| 46 (スーパー) | ダニー・ガルシア                 | アメリカ合衆国 | 2012年7月14日 - 2015年9月11日 (返上)                                         | 4        |
| 47 (スーパー) | エイドリアン・ブローナー         | アメリカ合衆国 | 2015年10月3日 - 2015年11月5日 スーパー：2015年11月5日 - 2016年3月31日 (剥奪) | 0        |
| 48            | リッキー・バーンズ               | イギリス       | 2016年5月28日 - 2017年4月15日                                                | 1        |
| 49            | ジュリアス・インドンゴ           | ナミビア       | 2017年4月15日 - 2017年8月19日                                                | 0        |
| 50 (スーパー) | テレンス・クロフォード           | アメリカ合衆国 | 2017年8月19日 - 2017年10月26日 (返上)                                        | 0        |
| 51            | キリル・レリク                   | ベラルーシ     | 2018年3月10日 - 2019年4月27日                                                | 1        |
| 52            | レジス・プログレイス             | アメリカ合衆国 | 2019年4月27日 - 2019年10月26日                                               | 0        |
| 53 (スーパー) | ジョシュ・テイラー               | イギリス       | 2019年10月26日 - 2022年5月14日 (返上)                                        | 2        |
| 54            | アルベルト・プエジョ             | ドミニカ共和国 | 2022年8月20日 - 2023年5月10日 (休養王座認定)                                 | 0        |
| 55            | ロランド・ロメロ                 | アメリカ合衆国 | 2023年5月13日 - 2024年3月30日                                                | 0        |
| 56            | イサック・クルス                 | メキシコ       | 2024年3月30日 - 2024年8月3日                                                 | 0        |
| 57            | ホセ・バレンズエラ               | アメリカ合衆国 | 2024年8月3日 - 2025年3月1日                                                  | 0        |
| 58            | ゲイリー・アントゥアン・ラッセル | アメリカ合衆国 | 2025年3月1日 - 現在                                                          | 0        |

### レギュラー王座
| 代 | 名前                         | 国籍           | 在位期間                                       | 防衛回数 |
| -- | ---------------------------- | -------------- | ---------------------------------------------- | -------- |
| 初 | ディオベリス・ウルタド       | キューバ       | 2002年5月11日 - 2002年10月19日                 | 0        |
| 2  | ビビアン・ハリス             | ガイアナ       | 2002年10月19日 - 2004年6月16日（正規王座昇格） | 2        |
| 3  | マルコス・マイダナ           | アルゼンチン   | 2011年7月23日 - 2012年7月16日 (返上)           | 1        |
| 4  | カビブ・アーラフベルディエフ | ロシア         | 2012年11月30日 - 2014年4月12日                 | 1        |
| 5  | ジェシー・バルガス           | アメリカ合衆国 | 2014年4月12日 - 2015年6月27日 (返上)           | 2        |
| 6  | マリオ・バリオス             | アメリカ合衆国 | 2019年9月28日 - 2021年6月26日                  | 1        |
| 7  | ガーボンタ・デービス         | アメリカ合衆国 | 2021年6月26日 - 2021年12月7日 (返上)           | 0        |

### 休養王座
| 名前                 | 国籍           | 在位期間                                                          | 防衛回数 |
| -------------------- | -------------- | ----------------------------------------------------------------- | -------- |
| アルベルト・プエジョ | ドミニカ共和国 | 2023年5月10日 - 2023年7月31日 (剥奪)                              | 0        |
| ロランド・ロメロ     | アメリカ合衆国 | 2023年11月2日 (正規王座と同時認定) - 2024年1月31日 (正規王座専念) | 0        |

### 暫定王座
| 名前                       | 国籍           | 在位期間                                          | 防衛回数 |
| -------------------------- | -------------- | ------------------------------------------------- | -------- |
| ランドール・ベイリー       | アメリカ合衆国 | 2002年2月2日 - 2002年5月11日                      | 0        |
| マルコス・マイダナ         | アルゼンチン   | 2009年6月27日 - 2010年12月11日                    | 3        |
| マルコス・マイダナ (2期目) | アルゼンチン   | 2011年4月9日 - 2011年7月23日 (レギュラー王座昇格) | 0        |
| ヨハン・ペレス             | ベネズエラ     | 2011年12月10日 - 2012年7月21日                    | 0        |
| パブロ・セサール・カノ     | メキシコ       | 2012年7月21日 - 2012年11月 (剥奪)                 | 0        |
| ヨハン・ペレス (2期目)     | ベネズエラ     | 2013年11月30日 - 2014年7月12日                    | 1        |
| マウリシオ・ヘレーラ       | アメリカ合衆国 | 2014年7月12日 - 2014年12月13日                    | 0        |
| ホセ・ベナビデス           | アメリカ合衆国 | 2014年12月13日 - 2016年2月2日 (返上)              | 1        |
| アルベルト・プエジョ       | ドミニカ共和国 | 2019年7月27日 - 2021年8月25日 (廃止)              | 2        |
| イスマエル・バローゾ       | ベネズエラ     | 2024年1月6日 - 2024年9月3日（剥奪）               | 0        |

## ウェルター級
| 代            | 名前                                | 国籍                     | 在位期間                                                               | 防衛回数 |
| ------------- | ----------------------------------- | ------------------------ | ---------------------------------------------------------------------- | -------- |
| 初            | ジャック・ブリットン                | アメリカ合衆国           | 1921年1月 - 1922年11月1日                                              | 4        |
| 2             | ミッキー・ウォーカー                | アメリカ合衆国           | 1922年11月1日 - 1926年5月20日                                          | 3        |
| 3             | ピート・ラッツォ                    | アメリカ合衆国           | 1926年5月20日 - 1927年6月3日                                           | 2        |
| 4             | ジョー・ダンディー                  | アメリカ合衆国           | 1927年6月3日 - 1929年3月22日 (剥奪)                                    | 2        |
| 5             | ジャッキー・フィールズ              | アメリカ合衆国           | 1929年3月25日 - 1930年5月9日                                           | 1        |
| 6             | ヤング・ジャック・トンプソン        | アメリカ合衆国           | 1930年5月9日 - 1930年9月5日                                            | 0        |
| 7             | トミー・フリーマン                  | アメリカ合衆国           | 1930年9月5日 - 1931年4月14日                                           | 0        |
| 8             | ヤング・ジャック・トンプソン(2期目) | アメリカ合衆国           | 1931年4月14日 - 1931年10月23日                                         | 0        |
| 9             | ルー・ブロイラード                  | カナダ                   | 1931年10月23日 - 1932年1月28日                                         | 0        |
| 10            | ジャッキー・フィールズ(2期目)       | アメリカ合衆国           | 1932年1月28日 - 1933年2月22日                                          | 0        |
| 11            | ヤング・コーベット3世               | アメリカ合衆国           | 1933年2月22日 - 1933年5月29日                                          | 0        |
| 12            | ジミー・マクラーニン                | カナダ                   | 1933年5月29日 - 1934年5月28日                                          | 0        |
| 13            | バーニー・ロス                      | アメリカ合衆国           | 1934年5月28日 - 1934年9月17日                                          | 0        |
| 14            | ジミー・マクラーニン(2期目)         | カナダ                   | 1934年9月17日 - 1935年5月28日                                          | 0        |
| 15            | バーニー・ロス(2期目)               | アメリカ合衆国           | 1935年5月28日 - 1938年5月31日                                          | 2        |
| 16            | ヘンリー・アームストロング          | アメリカ合衆国           | 1938年5月31日 - 1940年10月4日                                          | 19       |
| 17            | フリジー・ジビック                  | アメリカ合衆国           | 1940年10月4日 - 1941年7月29日                                          | 1        |
| 18            | フレディ・コクラン                  | アメリカ合衆国           | 1941年7月29日 - 1946年2月1日                                           | 0        |
| 19            | マーティ・サーボ                    | アメリカ合衆国           | 1946年2月1日 - 1946年9月25日 (返上)                                    | 0        |
| 20            | シュガー・レイ・ロビンソン          | アメリカ合衆国           | 1946年12月20日 - 1951年2月15日 (返上)                                  | 4        |
| 21            | ジョニー・ブラットン                | アメリカ合衆国           | 1951年3月14日 - 1951年5月18日                                          | 0        |
| 22            | キッド・ギャビラン                  | キューバ                 | 1951年5月18日 - 1954年10月20日                                         | 7        |
| 23            | ジョニー・サクストン                | アメリカ合衆国           | 1954年10月20日 - 1955年4月1日                                          | 3        |
| 24            | トニー・デマルコ                    | アメリカ合衆国           | 1955年4月1日 - 1955年6月10日                                           | 0        |
| 25            | カーメン・バシリオ                  | アメリカ合衆国           | 1955年6月10日 - 1956年3月14日                                          | 0        |
| 26            | ジョニー・サクストン(2期目)         | アメリカ合衆国           | 1956年3月14日 - 1956年9月12日                                          | 0        |
| 27            | カーメン・バシリオ(2期目)           | アメリカ合衆国           | 1956年9月12日 - 1957年9月23日 (返上)                                   | 1        |
| 28            | バージル・エーキンス                | アメリカ合衆国           | 1958年6月6日 - 1958年12月5日                                           | 0        |
| 29            | ドン・ジョーダン                    | アメリカ合衆国           | 1958年12月5日 - 1960年5月27日                                          | 2        |
| 30            | ベニー・パレット                    | キューバ                 | 1960年5月27日 - 1961年4月1日                                           | 1        |
| 31            | エミール・グリフィス                | アメリカ領ヴァージン諸島 | 1961年4月1日 - 1961年9月30日                                           | 0        |
| 32            | ベニー・パレット(2期目)             | キューバ                 | 1961年9月30日 - 1962年3月24日                                          | 0        |
| 33            | エミール・グリフィス(2期目)         | アメリカ領ヴァージン諸島 | 1962年3月24日 - 1963年3月21日                                          | 2        |
| 34            | ルイス・マヌエル・ロドリゲス        | キューバ                 | 1963年3月21日 - 1963年6月8日                                           | 0        |
| 35            | エミール・グリフィス(3期目)         | アメリカ領ヴァージン諸島 | 1963年6月8日 - 1966年6月10日 (剥奪)                                    | 5        |
| 36            | カーチス・コークス                  | アメリカ合衆国           | 1966年8月24日 - 1969年4月18日                                          | 5        |
| 37            | ホセ・ナポレス                      | キューバ                 | 1969年4月18日 - 1970年12月3日                                          | 3        |
| 38            | ビリー・バッカス                    | アメリカ合衆国           | 1970年12月3日 - 1971年6月4日                                           | 0        |
| 39            | ホセ・ナポレス(2期目)               | キューバ                 | 1971年6月4日 - 1975年5月16日 (返上)                                    | 9        |
| 40            | アンヘル・エスパダ                  | プエルトリコ             | 1975年6月28日 - 1976年7月17日                                          | 1        |
| 41            | ホセ・クエバス                      | メキシコ                 | 1976年7月17日 - 1980年8月2日                                           | 11       |
| 42            | トーマス・ハーンズ                  | アメリカ合衆国           | 1980年8月2日 - 1981年9月16日                                           | 3        |
| 43            | シュガー・レイ・レナード            | アメリカ合衆国           | 1981年9月16日 - 1982年11月9日 (返上)                                   | 1        |
| 44            | ドナルド・カリー                    | アメリカ合衆国           | 1983年2月13日 - 1986年9月27日                                          | 7        |
| 45            | ロイド・ハニガン                    | イギリス                 | 1986年9月27日 - 1987年1月5日 (返上)                                    | 0        |
| 46            | マーク・ブリーランド                | アメリカ合衆国           | 1987年2月6日 - 1987年8月22日                                           | 0        |
| 47            | マーロン・スターリング              | アメリカ合衆国           | 1987年8月22日 - 1988年7月29日                                          | 2        |
| 48            | トーマス・モリナレス                | コロンビア               | 1988年7月29日 - 1988年12月12日                                         | 0        |
| 49            | マーク・ブリーランド（2期目）       | アメリカ合衆国           | 1989年2月4日 - 1990年7月8日                                            | 4        |
| 50            | アーロン・デイヴィス                | アメリカ合衆国           | 1990年7月8日 - 1991年1月19日                                           | 0        |
| 51            | メルドリック・テーラー              | アメリカ合衆国           | 1991年1月19日 - 1992年10月31日                                         | 2        |
| 52            | クリサント・エスパーニャ            | ベネズエラ               | 1992年10月31日 - 1994年6月4日                                          | 2        |
| 53            | アイク・クォーティ                  | ガーナ                   | 1994年6月4日 - 1998年8月19日 (剥奪)                                    | 7        |
| 54            | ジェームス・ペイジ                  | アメリカ合衆国           | 1998年10月10日 - 2000年9月27日 (剥奪)                                  | 3        |
| 55            | アンドリュー・ルイス                | ガイアナ                 | 2001年2月17日 - 2002年3月30日                                          | 2        |
| 56 (スーパー) | リカルド・マヨルガ                  | ニカラグア               | 2002年3月30日 - 2003年1月25日 スーパー：2003年1月25日 - 2003年12月13日 | 2        |
| 57 (スーパー) | コーリー・スピンクス                | アメリカ合衆国           | 2003年12月13日 - 2005年2月5日                                          | 2        |
| 58 (スーパー) | ザブ・ジュダー                      | アメリカ合衆国           | 2005年2月5日 - 2006年1月7日 (剥奪)                                     | 1        |
| 59            | ルイス・コラーゾ                    | アメリカ合衆国           | 2006年1月7日 - 2006年5月13日                                           | 0 (1)    |
| 60            | リッキー・ハットン                  | イギリス                 | 2006年5月13日 - 2006年8月31日 (返上)                                   | 0        |
| 61            | ミゲール・コット                    | プエルトリコ             | 2006年12月2日 - 2008年7月26日                                          | 4        |
| 62 (スーパー) | アントニオ・マルガリート            | メキシコ                 | 2008年7月26日 - 2008年10月3日 スーパー：2008年10月3日 - 2009年1月24日  | 0        |
| 63 (スーパー) | シェーン・モズリー                  | アメリカ合衆国           | 2009年1月24日 - 2010年5月21日 (剥奪)                                   | 0        |
| 64            | ビチェスラフ・センチェンコ          | ウクライナ               | 2010年5月21日 - 2012年4月29日                                          | 2 (3)    |
| 65            | ポール・マリナッジ                  | アメリカ合衆国           | 2012年4月29日 - 2013年6月22日                                          | 1        |
| 66            | エイドリアン・ブローナー            | アメリカ合衆国           | 2013年6月22日 - 2013年12月14日                                         | 0        |
| 67            | マルコス・マイダナ                  | アルゼンチン             | 2013年12月14日 - 2014年5月3日                                          | 0        |
| 68 (スーパー) | フロイド・メイウェザー・ジュニア    | アメリカ合衆国           | 2014年5月3日 - 2016年1月19日（返上）                                   | 3        |
| 69 (スーパー) | キース・サーマン                    | アメリカ合衆国           | 2016年1月19日 - 2017年2月7日 スーパー：2017年2月7日 - 2019年7月20日    | 3 (8)    |
| 70 (スーパー) | マニー・パッキャオ                  | フィリピン               | 2019年7月20日 - 2021年1月29日 (休養王座認定)                           | 0 (2)    |
| 71 (スーパー) | ヨルデニス・ウガス                  | キューバ                 | 2021年1月29日 - 2022年4月16日                                          | 1        |
| 72 (スーパー) | エロール・スペンス・ジュニア        | アメリカ合衆国           | 2022年4月16日 - 2023年7月29日                                          | 0        |
| 73 (スーパー) | テレンス・クロフォード              | アメリカ合衆国           | 2023年7月29日 - 2024年8月30日（返上）                                  | 0        |
| 73            | エイマンタス・スタニオニス          | リトアニア               | 2024年8月30日 - 2025年4月13日                                          | 0（1）   |
| 74            | ジャロン・エニス                    | アメリカ合衆国           | 2025年4月13日 - 現在                                                   | 0        |

### レギュラー王座
| 代 | 名前                       | 国籍           | 在位期間                                      | 防衛回数 |
| -- | -------------------------- | -------------- | --------------------------------------------- | -------- |
| 初 | ホセ・アントニオ・リベラ   | アメリカ合衆国 | 2003年9月13日 - 2005年4月2日                  | 0        |
| 2  | ルイス・コラーゾ           | アメリカ合衆国 | 2005年4月2日 - 2006年1月7日 (正規王座昇格)    | 1        |
| 3  | ユーリ・ヌズネンコ         | ウクライナ     | 2008年10月3日 - 2009年4月10日                 | 0 (1)    |
| 4  | ビチェスラフ・センチェンコ | ウクライナ     | 2009年4月10日 - 2010年5月21日 (正規王座昇格)  | 1        |
| 5  | キース・サーマン           | アメリカ合衆国 | 2015年1月28日 - 2016年1月19日 (正規王座昇格)  | 2 (5)    |
| 6  | ダビッド・アバネシヤン     | ロシア         | 2017年2月7日 - 2017年2月18日                  | 0 (1)    |
| 7  | ラモン・ピーターソン       | アメリカ合衆国 | 2017年2月18日 - 2017年10月3日 (返上)          | 0        |
| 8  | ルーカス・マティセー       | アルゼンチン   | 2018年1月27日 - 2018年7月15日                 | 0        |
| 9  | マニー・パッキャオ         | フィリピン     | 2018年7月15日 - 2019年7月20日 (正規王座昇格)  | 2        |
| 10 | ヨルデニス・ウガス         | キューバ       | 2020年9月6日 - 2021年1月29日 (正規王座昇格)   | 0        |
| 11 | ジャーマル・ジェームス     | アメリカ合衆国 | 2021年2月4日 - 2021年10月30日                 | 0        |
| 12 | ラジャブ・ブタエフ         | ロシア         | 2021年10月30日 - 2022年4月16日                | 0        |
| 13 | エイマンタス・スタニオニス | リトアニア     | 2022年4月16日 - 2024年8月30日（正規王座昇格） | 1        |
| 14 | ロランド・ロメロ           | アメリカ合衆国 | 2025年5月2日 - 現在                           |          |

### 休養王座
| 名前               | 国籍       | 在位期間                      | 防衛回数 |
| ------------------ | ---------- | ----------------------------- | -------- |
| マニー・パッキャオ | フィリピン | 2021年1月29日 - 2021年8月21日 | 0 (3)    |

### 暫定王座
| 名前                           | 国籍           | 在位期間                                           | 防衛回数 |
| ------------------------------ | -------------- | -------------------------------------------------- | -------- |
| ユーリ・ヌズネンコ             | ウクライナ     | 2007年12月8日 - 2008年10月3日 (レギュラー王座昇格) | 1        |
| ソレイマヌ・ムバイエ           | フランス       | 2010年5月28日 - 2011年7月14日                      | 0        |
| イスマエル・エル・マスウーディ | フランス       | 2011年7月14日- 2012年7月21日                       | 0        |
| ディエゴ・ガブリエル・チャベス | アルゼンチン   | 2012年7月21日 - 2013年7月27日                      | 1        |
| キース・サーマン               | アメリカ合衆国 | 2013年7月27日 - 2015年1月28日 (レギュラー王座昇格) | 3        |
| アンドレ・ベルト               | アメリカ合衆国 | 2015年3月13日 - 2015年9月12日                      | 0        |
| ダビッド・アバネシヤン         | ロシア         | 2015年11月7日 - 2017年2月7日 (レギュラー王座昇格)  | 1        |
| ジャーマル・ジェームス         | アメリカ合衆国 | 2020年8月8日 - 2021年2月4日 (レギュラー王座昇格)   | 0        |
| ガブリエル・マエストレ         | ベネズエラ     | 2021年8月7日 - 2021年8月12日 (剥奪)                | 0        |

## スーパーウェルター級
| 代            | 名前                               | 国籍                     | 在位期間                                                            | 防衛回数 |
| ------------- | ---------------------------------- | ------------------------ | ------------------------------------------------------------------- | -------- |
| 初            | デニー・モイヤー                   | アメリカ合衆国           | 1962年10月20日 - 1963年4月29日                                      | 1        |
| 2             | ラルフ・デュパス                   | アメリカ合衆国           | 1963年4月29日 - 1963年9月7日                                        | 1        |
| 3             | サンドロ・マジンギ                 | イタリア                 | 1963年9月7日 - 1965年6月18日                                        | 3        |
| 4             | ニノ・ベンベヌチ                   | イタリア                 | 1965年6月18日 - 1966年6月25日                                       | 1        |
| 5             | 金基洙                             | 韓国                     | 1966年6月25日 - 1968年5月25日                                       | 2        |
| 6             | サンドロ・マジンギ (2期目)         | イタリア                 | 1968年5月25日 - 1968年10月28日 (剥奪)                               | 1        |
| 7             | フレディ・リトル                   | アメリカ合衆国           | 1969年3月17日 - 1970年7月9日                                        | 2        |
| 8             | カルメロ・ボッシ                   | イタリア                 | 1970年7月9日 - 1971年10月31日                                       | 1        |
| 9             | 輪島功一                           | 日本                     | 1971年10月31日 - 1974年6月4日                                       | 6        |
| 10            | オスカー・アルバラード             | アメリカ合衆国           | 1974年6月4日 - 1975年1月21日                                        | 1        |
| 11            | 輪島功一 (2期目)                   | 日本                     | 1975年1月21日 - 1975年6月7日                                        | 0        |
| 12            | 柳済斗                             | 韓国                     | 1975年6月7日 - 1976年2月17日                                        | 1        |
| 13            | 輪島功一 (3期目)                   | 日本                     | 1976年2月17日 - 1976年5月18日                                       | 0        |
| 14            | ホセ・デュラン                     | スペイン                 | 1976年5月18日 - 1976年10月18日                                      | 0        |
| 15            | ミゲル・アンヘル・カステリーニ     | アルゼンチン             | 1976年10月18日 - 1977年3月6日                                       | 0        |
| 16            | エディ・ガソ                       | ニカラグア               | 1977年3月6日 - 1978年8月9日                                         | 3        |
| 17            | 工藤政志                           | 日本                     | 1978年8月9日 - 1979年10月24日                                       | 3        |
| 18            | アユブ・カルレ                     | ウガンダ                 | 1979年10月24日 - 1981年6月25日                                      | 4        |
| 19            | シュガー・レイ・レナード           | アメリカ合衆国           | 1981年6月25日 - 1981年9月23日 (返上)                                | 0        |
| 20            | 三原正                             | 日本                     | 1981年11月7日 - 1982年2月2日                                        | 0        |
| 21            | デビー・ムーア                     | アメリカ合衆国           | 1982年2月2日 - 1983年6月16日                                        | 3        |
| 22            | ロベルト・デュラン                 | パナマ                   | 1983年6月16日 - 1984年6月15日 (剥奪)                                | 0        |
| 23            | マイク・マッカラム                 | ジャマイカ               | 1984年10月19日 - 1987年8月 (返上)                                   | 6        |
| 24            | ジュリアン・ジャクソン             | アメリカ領ヴァージン諸島 | 1987年11月21日 - 1991年1月10日 (返上)                               | 3        |
| 25            | ジルベール・デュレ                 | フランス                 | 1991年2月23日 - 1991年10月1日                                       | 1        |
| 26            | ビニー・パジェンサ                 | アメリカ合衆国           | 1991年10月1日 - 1992年10月14日 (剥奪)                               | 0        |
| 27            | フリオ・セサール・バスケス         | アルゼンチン             | 1992年12月21日 - 1995年3月4日                                       | 10       |
| 28            | パーネル・ウィテカー               | アメリカ合衆国           | 1995年3月4日 - 1995年3月8日 (返上)                                  | 0        |
| 29            | カール・ダニエルズ                 | アメリカ合衆国           | 1995年6月16日 - 1995年12月16日                                      | 0        |
| 30            | フリオ・セサール・バスケス (2期目) | アルゼンチン             | 1995年12月16日 - 1996年8月21日                                      | 0        |
| 31            | ローランド・ブーデュアニ           | フランス                 | 1996年8月21日 - 1999年3月6日                                        | 4        |
| 32            | デビッド・リード                   | アメリカ合衆国           | 1999年3月6日 - 2000年3月6日                                         | 2        |
| 33 (スーパー) | フェリックス・トリニダード         | プエルトリコ             | 2000年3月6日 - 2001年4月 スーパー：2001年4月 - 2001年5月29日 (返上) | 2        |
| 34            | フェルナンド・バルガス             | アメリカ合衆国           | 2001年9月22日 - 2002年9月14日                                       | 0        |
| 35 (スーパー) | オスカー・デ・ラ・ホーヤ           | アメリカ合衆国           | 2002年9月14日 - 2003年9月13日                                       | 1        |
| 36 (スーパー) | シェーン・モズリー                 | アメリカ合衆国           | 2003年9月13日 - 2004年3月13日                                       | 0        |
| 37 (スーパー) | ロナルド・ライト                   | アメリカ合衆国           | 2004年3月13日 - 2005年3月20日 (返上)                                | 1        |
| 38            | トラヴィス・シムズ                 | アメリカ合衆国           | 2005年3月20日 - 2005年6月5日 (剥奪)                                 | 1        |
| 39            | アレハンドロ・ガルシア             | メキシコ                 | 2005年7月10日 - 2006年5月6日                                        | 1        |
| 40            | ホセ・アントニオ・リベラ           | アメリカ合衆国           | 2006年5月6日 - 2007年1月6日                                         | 0        |
| 41            | トラヴィス・シムズ (2期目)         | アメリカ合衆国           | 2007年1月6日 - 2007年7月7日                                         | 0        |
| 42            | ジョアシャン・アルシーヌ           | ハイチ                   | 2007年7月7日 - 2008年7月11日                                        | 1        |
| 43            | ダニエル・サントス                 | プエルトリコ             | 2008年7月11日 - 2009年11月14日                                      | 0        |
| 44            | ユーリ・フォアマン                 | イスラエル               | 2009年11月14日 - 2010年6月5日                                       | 0        |
| 45 (スーパー) | ミゲール・コット                   | プエルトリコ             | 2010年6月5日 - 2010年9月10日 スーパー：2010年9月10日 - 2012年5月5日 | 2        |
| 46 (スーパー) | フロイド・メイウェザー・ジュニア   | アメリカ合衆国           | 2012年5月5日 - 2016年1月19日 (返上)                                 | 1        |
| 47 (スーパー) | エリスランディ・ララ               | アメリカ合衆国           | 2016年1月19日 - 2016年6月8日 スーパー：2016年6月8日 - 2018年4月7日  | 3 (7)    |
| 48 (スーパー) | ジャレット・ハード                 | アメリカ合衆国           | 2018年4月7日 - 2019年5月11日                                        | 1        |
| 49 (スーパー) | ジュリアン・ウィリアムズ           | アメリカ合衆国           | 2019年5月11日 - 2020年1月18日                                       | 0        |
| 50 (スーパー) | ジェイソン・ロサリオ               | ドミニカ共和国           | 2020年1月18日 - 2020年9月26日                                       | 0        |
| 51 (スーパー) | ジャーメル・チャーロ               | アメリカ合衆国           | 2020年9月26日 - 2024年3月2日（剥奪、休養王座認定）                  | 2        |
| 52            | イスラエル・マドリモフ             | ウズベキスタン           | 2024年3月8日 - 2024年8月3日                                         | 0        |
| 53            | テレンス・クロフォード             | アメリカ合衆国           | 2024年8月3日 - 現在                                                 | 0        |

### レギュラー王座
| 代               | 名前                             | 国籍           | 在位期間                                      | 防衛回数 |
| ---------------- | -------------------------------- | -------------- | --------------------------------------------- | -------- |
| 初               | サンティアゴ・サマニエゴ         | パナマ         | 2002年9月14日 - 2003年3月1日                  | 0        |
| 2                | アレハンドロ・ガルシア           | メキシコ       | 2003年3月1日 - 2003年12月13日                 | 1        |
| 3                | トラヴィス・シムズ               | アメリカ合衆国 | 2003年12月13日 - 2005年3月20日 (正規王座昇格) | 1        |
| 4                | オースティン・トラウト           | アメリカ合衆国 | 2011年2月5日 - 2013年4月20日                  | 4        |
| 5 (スーパー王座) | サウル・アルバレス               | メキシコ       | 2013年4月20日 - 2013年9月14日                 | 0        |
| 6                | エリスランディ・ララ             | アメリカ合衆国 | 2013年12月7日 - 2016年6月8日 (正規王座昇格)   | 3 (4)    |
| 7                | ジャック・クルカイ               | ドイツ         | 2016年6月8日 - 2017年3月11日                  | 0 (2)    |
| 8                | デメトリアス・アンドラーデ       | アメリカ合衆国 | 2017年3月11日 - 2017年10月22日 (返上)         | 0        |
| 9                | ブライアン・カルロス・カスターノ | アルゼンチン   | 2017年10月22日 - 2019年6月20日 (返上)         | 2 (3)    |
| 10               | エリスランディ・ララ (2期目)     | アメリカ合衆国 | 2019年8月31日 - 2021年8月31日 (返上)          | 1        |

### 休養王座
| 名前                 | 国籍           | 在位期間            | 防衛回数 |
| -------------------- | -------------- | ------------------- | -------- |
| ジャーメル・チャーロ | アメリカ合衆国 | 2024年3月2日 - 現在 | 0（2）   |

### 暫定王座
| 名前                             | 国籍           | 在位期間                                             | 防衛回数 |
| -------------------------------- | -------------- | ---------------------------------------------------- | -------- |
| サンティアゴ・サマニエゴ         | パナマ         | 2002年8月10日 - 2002年9月14日 (レギュラー王座昇格)   | 0        |
| アレハンドロ・ガルシア           | メキシコ       | 2005年5月21日 - 2005年7月10日 (正規王座昇格)         | 0        |
| 石田順裕                         | 日本           | 2009年8月30日 - 2010年10月9日                        | 1        |
| リゴベルト・アルバレス           | メキシコ       | 2010年10月9日 - 2011年2月5日                         | 0        |
| アンソニー・ムンディン           | オーストラリア | 2011年10月19日 - 2012年3月 (返上)                    | 0        |
| エリスランディ・ララ             | アメリカ合衆国 | 2013年6月8日 - 2014年3月13日 (レギュラー王座昇格)    | 1        |
| ジャック・クルカイ               | ドイツ         | 2015年5月9日 - 2016年6月8日 (レギュラー王座昇格)     | 2        |
| ブライアン・カルロス・カスターノ | アルゼンチン   | 2016年11月26日 - 2017年10月22日 (レギュラー王座昇格) | 1        |
| ヨエニス・テレス                 | キューバ       | 2025年3月1日 - 現在                                  | 0        |

## ミドル級
| 代            | 名前                               | 国籍                     | 在位期間                                                             | 防衛回数 |
| ------------- | ---------------------------------- | ------------------------ | -------------------------------------------------------------------- | -------- |
| 初            | ジョニー・ウィルソン               | アメリカ合衆国           | 1921年1月 - 1923年8月31日                                            | 3        |
| 2             | ハリー・グレブ                     | アメリカ合衆国           | 1923年8月31日 - 1926年2月25日                                        | 4        |
| 3             | タイガー・フラワーズ               | アメリカ合衆国           | 1926年2月26日 - 1926年12月3日                                        | 1        |
| 4             | ミッキー・ウォーカー               | アメリカ合衆国           | 1926年12月3日 - 1931年6月19日 (返上)                                 | 3        |
| 5             | ゴリラ・ジョーンズ                 | アメリカ合衆国           | 1932年1月25日 - 1932年6月11日                                        | 1        |
| 6             | マルセル・チル                     | フランス                 | 1932年6月11日 - 1933年9月19日 (剥奪)                                 | 0        |
| 7             | ルー・ブロイラード                 | カナダ                   | 1933年8月9日 - 1933年10月30日                                        | 0        |
| 8             | ビンス・ダンディー                 | アメリカ合衆国           | 1933年10月30日 - 1934年9月11日                                       | 2        |
| 9             | テディ・ヤローズ                   | アメリカ合衆国           | 1934年9月11日 - 1935年9月19日                                        | 0        |
| 10            | エディ・リスコ                     | アメリカ合衆国           | 1935年9月19日 - 1936年7月11日                                        | 1        |
| 11            | フレディ・スティール               | アメリカ合衆国           | 1936年7月11日 - 1938年7月26日                                        | 5        |
| 12            | アル・ホスタック                   | アメリカ合衆国           | 1938年7月26日 - 1938年11月1日                                        | 0        |
| 13            | ソリー・クレガー                   | アメリカ合衆国           | 1938年11月1日 - 1939年6月27日                                        | 0        |
| 14            | アル・ホスタック (2期目)           | アメリカ合衆国           | 1939年6月27日 - 1940年7月19日                                        | 1        |
| 15            | トニー・ゼール                     | アメリカ合衆国           | 1940年7月19日 - 1947年7月16日                                        | 4        |
| 16            | ロッキー・グラジアノ               | アメリカ合衆国           | 1947年7月16日 - 1948年6月10日                                        | 4        |
| 17            | トニー・ゼール (2期目)             | アメリカ合衆国           | 1948年6月10日 - 1948年9月21日                                        | 0        |
| 18            | マルセル・セルダン                 | フランス                 | 1948年9月21日 - 1949年6月16日                                        | 0        |
| 19            | ジェイク・ラモッタ                 | アメリカ合衆国           | 1949年6月16日 - 1951年2月14日                                        | 2        |
| 20            | シュガー・レイ・ロビンソン         | アメリカ合衆国           | 1951年2月14日 - 1951年7月10日                                        | 0        |
| 21            | ランディ・ターピン                 | イギリス                 | 1951年7月10日 - 1951年9月12日                                        | 0        |
| 22            | シュガー・レイ・ロビンソン (2期目) | アメリカ合衆国           | 1951年9月12日 - 1952年12月19日 (返上)                                | 2        |
| 23            | カール・ボボ・オルソン             | アメリカ合衆国           | 1953年10月21日 - 1955年12月9日                                       | 3        |
| 24            | シュガー・レイ・ロビンソン(3期目)  | アメリカ合衆国           | 1955年12月9日 - 1957年1月2日                                         | 1        |
| 25            | ジーン・フルマー                   | アメリカ合衆国           | 1957年1月2日 - 1957年5月1日                                          | 0        |
| 26            | シュガー・レイ・ロビンソン(4期目)  | アメリカ合衆国           | 1957年5月1日 - 1957年9月23日                                         | 0        |
| 27            | カーメン・バシリオ                 | アメリカ合衆国           | 1957年9月23日 - 1958年3月25日                                        | 0        |
| 28            | シュガー・レイ・ロビンソン (5期目) | アメリカ合衆国           | 1958年3月25日 - 1959年5月4日 (剥奪)                                  | 0        |
| 29            | ジーン・フルマー（2期目）          | アメリカ合衆国           | 1959年8月28日 - 1962年10月23日                                       | 7        |
| 30            | ディック・タイガー                 | ナイジェリア             | 1962年10月21日 - 1963年12月7日                                       | 2        |
| 31            | ジョーイ・ジャーデロ               | アメリカ合衆国           | 1963年12月7日 - 1965年10月21日                                       | 1        |
| 32            | ディック・タイガー (2期目)         | ナイジェリア             | 1965年10月21日 - 1966年4月25日                                       | 0        |
| 33            | エミール・グリフィス               | アメリカ領ヴァージン諸島 | 1966年4月25日 - 1967年4月17日                                        | 2        |
| 34            | ニノ・ベンベヌチ                   | イタリア                 | 1967年4月17日 - 1967年9月29日                                        | 0        |
| 35            | エミール・グリフィス (2期目)       | アメリカ領ヴァージン諸島 | 1967年9月29日 - 1968年3月4日                                         | 0        |
| 36            | ニノ・ベンベヌチ (2期目)           | イタリア                 | 1968年3月4日 - 1970年11月7日                                         | 4        |
| 37            | カルロス・モンソン                 | アルゼンチン             | 1970年11月7日 - 1977年8月29日 (返上)                                 | 14       |
| 38            | ロドリゴ・バルデス                 | コロンビア               | 1977年11月5日 - 1978年4月22日                                        | 0        |
| 39            | ウーゴ・コーロ                     | アルゼンチン             | 1978年4月22日 - 1979年6月30日                                        | 2        |
| 40            | ビト・アンツォフェルモ             | イタリア                 | 1979年6月30日 - 1980年3月16日                                        | 1        |
| 41            | アラン・ミンター                   | イギリス                 | 1980年3月16日 - 1980年9月27日                                        | 1        |
| 42            | マービン・ハグラー                 | アメリカ合衆国           | 1980年9月27日 - 1987年2月25日 (剥奪)                                 | 11       |
| 43            | スンブ・カランベイ                 | イタリア                 | 1987年10月23日 - 1989年3月2日 (剥奪)                                 | 3        |
| 44            | マイク・マッカラム                 | ジャマイカ               | 1989年5月10日 - 1991年12月4日 (剥奪)                                 | 3        |
| 45            | レジー・ジョンソン                 | アメリカ合衆国           | 1992年4月22日 - 1993年10月1日                                        | 3        |
| 46            | ジョン・デビッド・ジャクソン       | アメリカ合衆国           | 1993年10月1日 - 1994年5月6日 (剥奪)                                  | 0        |
| 47            | ホルヘ・カストロ                   | アルゼンチン             | 1994年8月12日 - 1995年12月19日                                       | 4        |
| 48            | 竹原慎二                           | 日本                     | 1995年12月19日 - 1996年6月24日                                       | 0        |
| 49            | ウィリアム・ジョッピー             | アメリカ合衆国           | 1996年6月24日 - 1997年8月23日                                        | 2        |
| 50            | フリオ・セサール・グリーン         | ドミニカ共和国           | 1997年8月23日 - 1998年1月31日                                        | 0        |
| 51            | ウィリアム・ジョッピー (2期目)     | アメリカ合衆国           | 1998年1月31日 - 2001年5月12日                                        | 5        |
| 52            | フェリックス・トリニダード         | プエルトリコ             | 2001年5月12日 - 2001年9月29日                                        | 0        |
| 53 (スーパー) | バーナード・ホプキンス             | アメリカ合衆国           | 2001年9月29日 - 2005年7月16日                                        | 6        |
| 54 (スーパー) | ジャーメイン・テイラー             | アメリカ合衆国           | 2005年7月16日 - 2006年12月14日 (剥奪)                                | 1        |
| 55            | ハビエル・カスティリェホ           | スペイン                 | 2006年12月14日 - 2007年4月28日                                       | 0（1）   |
| 56 (スーパー) | フェリックス・シュトルム (2期目)   | ドイツ                   | 2007年4月28日 - 2010年3月24日 スーパー：2010年3月24日 - 2012年9月1日 | 12       |
| 57 (スーパー) | ダニエル・ゲール                   | オーストラリア           | 2012年9月1日 - 2012年11月2日 (剥奪)                                  | 0        |
| 58 (スーパー) | ゲンナジー・ゴロフキン             | カザフスタン             | 2012年11月2日 - 2014年6月3日 スーパー：2014年6月3日 - 2018年9月15日  | 14（19） |
| 59 (スーパー) | サウル・アルバレス                 | メキシコ                 | 2018年9月15日 - 2021年1月1日 (返上)                                  | 1        |
| 60 (スーパー) | 村田諒太                           | 日本                     | 2021年1月1日 - 2022年4月9日                                          | 0（1）   |
| 61 (スーパー) | ゲンナジー・ゴロフキン (2期目)     | カザフスタン             | 2022年4月9日 - 2023年3月9日（返上）                                  | 0        |
| 62            | エリスランディ・ララ               | アメリカ合衆国           | 2023年3月9日 - 現在                                                  | 2（3）   |

### レギュラー王座
| 代 | 名前                               | 国籍             | 在位期間                                       | 防衛回数 |
| -- | ---------------------------------- | ---------------- | ---------------------------------------------- | -------- |
| 初 | ウィリアム・ジョッピー             | アメリカ合衆国   | 2001年11月17日 - 2003年12月13日                | 1        |
| 2  | マセリノ・マソー                   | ニュージーランド | 2004年5月1日 - 2006年3月11日                   | 0        |
| 3  | フェリックス・シュトルム           | ドイツ           | 2006年3月11日 - 2006年7月15日                  | 0        |
| 4  | ハビエル・カスティリェホ           | スペイン         | 2006年7月15日 - 2006年12月14日（正規王座昇格） | 1        |
| 5  | ゲンナジー・ゴロフキン             | カザフスタン     | 2010年10月14日 - 2012年11月2日（正規王座昇格） | 5        |
| 6  | ダニエル・ジェイコブス             | アメリカ合衆国   | 2014年8月9日 - 2017年3月18日                   | 4        |
| 7  | ハッサン・ヌダム・ヌジカム (2期目) | フランス         | 2017年5月20日 - 2017年10月22日                 | 0（1）   |
| 8  | 村田諒太                           | 日本             | 2017年10月22日 - 2018年10月20日                | 1        |
| 9  | ロブ・ブラント                     | アメリカ合衆国   | 2018年10月20日 - 2019年7月12日                 | 1        |
| 10 | 村田諒太 (2期目)                   | 日本             | 2019年7月12日 - 2021年1月1日（正規王座昇格）   | 1        |
| 11 | エリスランディ・ララ               | アメリカ合衆国   | 2021年5月1日 - 2023年3月9日（正規王座昇格）    | 1        |

### 暫定王座
| 名前                                 | 国籍           | 在位期間                                             | 防衛回数 |
| ------------------------------------ | -------------- | ---------------------------------------------------- | -------- |
| フリオ・セサール・グリーン           | ドミニカ共和国 | 1999年2月20日 - 1999年9月24日                        | 0        |
| ゲンナジー・ゴロフキン               | カザフスタン   | 2010年8月14日 - 2010年10月14日（レギュラー王座昇格） | 0        |
| ハッサン・ヌダム・ヌジカム           | フランス       | 2010年10月30日 - 2012年3月 (剥奪)                    | 1        |
| マーティン・マレー                   | イギリス       | 2012年11月24日 - 2014年3月7日 (剥奪)                 | 0        |
| ディミトリー・チュディノフ           | ロシア         | 2013年12月21日 - 2015年2月28日                       | 2        |
| クリス・ユーバンク・ジュニア         | イギリス       | 2015年2月28日 - 2015年10月24日 (返上)                | 1        |
| アルフォンソ・ブランコ               | ベネズエラ     | 2015年10月25日 - 2016年12月17日                      | 0        |
| ハッサン・ヌダム・ヌジカム (2期目)   | フランス       | 2016年12月17日 - 2017年5月20日（レギュラー王座昇格） | 1        |
| クリス・ユーバンク・ジュニア (2期目) | イギリス       | 2019年12月7日 - 2021年8月25日 (廃止)                 | 0        |

## スーパーミドル級
| 代            | 名前                         | 国籍           | 在位期間                                                                 | 防衛回数 |
| ------------- | ---------------------------- | -------------- | ------------------------------------------------------------------------ | -------- |
| 初            | 朴鐘八                       | 韓国           | 1987年12月6日 - 1988年5月23日                                            | 1        |
| 2             | フルヘンシオ・オベルメヒアス | ベネズエラ     | 1988年5月23日 - 1989年5月28日                                            | 0        |
| 3             | 白仁鉄                       | 韓国           | 1989年5月28日 - 1990年3月30日                                            | 2        |
| 4             | クリストフ・ティオゾ         | フランス       | 1990年3月30日 - 1991年4月5日                                             | 2        |
| 5             | ビクトル・コルドバ           | パナマ         | 1991年4月5日 - 1992年9月12日                                             | 1        |
| 6             | マイケル・ナン               | アメリカ合衆国 | 1992年9月12日 - 1994年2月26日                                            | 4        |
| 7             | スティーブ・リトル           | アメリカ合衆国 | 1994年2月26日 - 1994年8月12日                                            | 0        |
| 8             | フランク・ライルズ           | アメリカ合衆国 | 1994年8月12日 - 1999年6月12日                                            | 7        |
| 9             | バイロン・ミッチェル         | アメリカ合衆国 | 1999年6月12日 - 2000年4月8日                                             | 1        |
| 10            | ブルーノ・ジラール           | フランス       | 2000年4月8日 - 2001年3月 (剥奪)                                          | 1        |
| 11            | バイロン・ミッチェル (2期目) | アメリカ合衆国 | 2001年3月3日 - 2003年3月15日                                             | 2        |
| 12 (スーパー) | スベン・オットケ             | ドイツ         | 2003年3月15日 - 2004年3月27日 (返上)                                     | 4        |
| 13            | アンソニー・ムンディン       | オーストラリア | 2004年3月27日 - 2004年5月5日                                             | 0（1）   |
| 14            | マニー・シアカ               | プエルトリコ   | 2004年5月5日 - 2004年11月12日                                            | 0        |
| 15 (スーパー) | ミッケル・ケスラー           | デンマーク     | 2004年11月12日 - 2006年10月14日 スーパー：2006年10月14日 - 2007年11月3日 | 4        |
| 16 (スーパー) | ジョー・カルザゲ             | イギリス       | 2007年11月3日 - 2008年9月26日 (返上)                                     | 0        |
| 17 (スーパー) | ミッケル・ケスラー (2期目)   | デンマーク     | 2008年10月3日 - 2009年10月21日 スーパー：2009年10月21日 - 2009年11月21日 | 2        |
| 18 (スーパー) | アンドレ・ウォード           | アメリカ合衆国 | 2009年11月21日 - 2015年11月12日 (返上)                                   | 5        |
| 19 (スーパー) | ヒョードル・チュディノフ     | ロシア         | 2015年11月12日 - 2016年1月4日 スーパー：2016年1月5日 - 2016年2月20日     | 0（2）   |
| 20 (スーパー) | フェリックス・シュトルム     | ドイツ         | 2016年2月20日 - 2016年10月5日 (返上)                                     | 0        |
| 21            | ジョバンニ・デ・カロリス     | イタリア       | 2016年10月5日 - 2016年11月5日                                            | 0（1）   |
| 22            | タイロン・ツォイゲ           | ドイツ         | 2016年11月5日 - 2017年5月27日（レギュラー王座認定）                      | 1        |
| 23 (スーパー) | ジョージ・グローブス         | イギリス       | 2017年5月27日 - 2018年9月28日                                            | 2        |
| 24 (スーパー) | カラム・スミス               | イギリス       | 2018年9月28日 - 2020年12月19日                                           | 2        |
| 25 (スーパー) | サウル・アルバレス           | メキシコ       | 2020年12月19日 - 現在                                                    | 8（9）   |

### レギュラー王座
| 代 | 名前                           | 国籍           | 在位期間                                        | 防衛回数 |
| -- | ------------------------------ | -------------- | ----------------------------------------------- | -------- |
| 初 | アンソニー・ムンディン         | オーストラリア | 2003年9月3日 - 2004年3月27日（正規王座昇格）    | 1        |
| 2  | アンソニー・ムンディン (2期目) | オーストラリア | 2007年3月7日 - 2008年5月29日 (返上)             | 4        |
| 3  | ミッケル・ケスラー (2期目)     | デンマーク     | 2008年6月21日 - 2008年10月3日（正規王座昇格）   | 0        |
| 4  | ディミトリ・サーティソン       | ドイツ         | 2009年11月21日 - 2011年7月15日 (返上)           | 1        |
| 5  | カロリー・バルザイ             | ハンガリー     | 2011年8月26日 - 2012年8月3日 (休養王座認定)     | 1        |
| 6  | ブライアン・マギー             | イギリス       | 2012年11月9日 - 2012年12月8日                   | 0（1）   |
| 7  | ミッケル・ケスラー (3期目)     | デンマーク     | 2012年12月8日 - 2013年5月25日                   | 0        |
| 8  | カール・フローチ               | イギリス       | 2013年5月25日 - 2015年5月8日 (剥奪)             | 2        |
| 9  | ヒョードル・チュディノフ       | ロシア         | 2015年5月9日 - 2015年11月12日（正規王座昇格）   | 1（2）   |
| 10 | ジョバンニ・デ・カロリス       | イタリア       | 2016年1月9日 - 2016年10月5日（正規王座昇格）    | 1        |
| 11 | タイロン・ツォイゲ             | ドイツ         | 2017年5月27日 - 2018年7月14日                   | 2（3）   |
| 12 | ロッキー・フィールディング     | イギリス       | 2018年7月14日 - 2018年12月15日                  | 0        |
| 13 | サウル・アルバレス             | メキシコ       | 2018年12月15日 - 2020年12月19日（正規王座昇格） | 1        |
| 14 | デビッド・モレル               | キューバ       | 2021年1月19日 - 2024年8月30日（返上）           | 6        |

### 休養王座
| 名前               | 国籍       | 在位期間                            | 防衛回数 |
| ------------------ | ---------- | ----------------------------------- | -------- |
| カロリー・バルザイ | ハンガリー | 2012年8月3日 - 2012年10月3日 (返上) | 0（1）   |

### 暫定王座
| 名前                         | 国籍           | 在位期間                                            | 防衛回数 |
| ---------------------------- | -------------- | --------------------------------------------------- | -------- |
| ブライアン・マギー           | イギリス       | 2011年8月1日 - 2012年11月9日（レギュラー王座昇格）  | 1        |
| スタニスラフ・カシュタノフ   | ウクライナ     | 2012年11月10日 - 2014年9月2日 (返上)                | 0        |
| ヒョードル・チュディノフ     | ロシア         | 2014年12月11日 - 2015年5月9日（レギュラー王座認定） | 1        |
| ビンセント・フェイゲンブッツ | ドイツ         | 2015年7月18日 - 2016年1月9日                        | 1        |
| ジョン・ライダー             | イギリス       | 2019年5月4日 - 2019年11月23日                       | 0        |
| デビッド・モレル             | キューバ       | 2020年8月8日 - 2021年1月19日（レギュラー王座昇格）  | 0        |
| カレブ・プラント             | アメリカ合衆国 | 2024年9月14日 - 現在                                | 0        |

## ライトヘビー級
| 代             | 名前                               | 国籍                 | 在位期間                                                                  | 防衛回数 |
| -------------- | ---------------------------------- | -------------------- | ------------------------------------------------------------------------- | -------- |
| 初             | ジョルジュ・カルパンチェ           | フランス共和国       | 1921年 - 1922年9月24日                                                    | 1        |
| 2              | バトリング・シキ                   | フランス領西アフリカ | 1922年9月24日 - 1923年3月17日                                             | 0        |
| 3              | マイク・マクタイグ                 | アイルランド自由国   | 1923年3月17日 - 1925年5月30日                                             | 1        |
| 4              | ポール・バーレンバッハ             | アメリカ合衆国       | 1925年5月30日 - 1926年7月16日                                             | 4        |
| 5              | ジャック・デラニー                 | カナダ               | 1926年7月16日 - 1927年7月26日（返上）                                     | 1        |
| 6              | ジミー・スラットリー               | アメリカ合衆国       | 1927年8月30日 - 1927年12月12日                                            | 0        |
| 7              | トミー・ローラン                   | アメリカ合衆国       | 1927年12月12日 - 1929年9月3日（返上）                                     | 5        |
| 8              | マキシー・ローゼンバーグ           | アメリカ合衆国       | 1930年9月 - 1931年6月6日（剥奪）                                          | 1        |
| 9              | ジョージ・ニコルス                 | アメリカ合衆国       | 1932年3月18日 - 1932年12月17日（剥奪）                                    | 0        |
| 10             | ジョー・ナイト                     | アメリカ合衆国       | 1933年2月 - 1933年3月1日                                                  | 0        |
| 11             | ボブ・ゴッドウィン                 | アメリカ合衆国       | 1933年3月1日 - 1933年3月24日                                              | 2        |
| 12             | マキシー・ローゼンバーグ（2期目）  | アメリカ合衆国       | 1933年3月24日 - 1934年9月17日（剥奪）                                     | 2        |
| 13             | ボブ・オーリン                     | アメリカ合衆国       | 1934年11月16日 - 1935年10月31日                                           | 0        |
| 14             | ジョン・ヘンリー・ルイス           | アメリカ合衆国       | 1935年10月31日 - 1939年6月19日（剥奪）                                    | 5        |
| 15             | ビリー・コン                       | アメリカ合衆国       | 1939年7月13日 - 1940年12月20日（返上）                                    | 3        |
| 16             | アントン・クリストホリデス         | ギリシャ             | 1941年1月13日 - 1941年5月24日                                             | 0        |
| 17             | ガス・レスネビッチ                 | アメリカ合衆国       | 1941年5月22日 - 1948年7月26日                                             | 5        |
| 18             | フレディ・ミルズ                   | イギリス             | 1948年7月26日 - 1950年1月24日                                             | 0        |
| 19             | ジョーイ・マキシム                 | アメリカ合衆国       | 1950年1月24日 - 1952年12月17日                                            | 2        |
| 20             | アーチー・ムーア                   | アメリカ合衆国       | 1952年12月17日 - 1960年10月25日（剥奪）                                   | 8        |
| 21             | ハロルド・ジョンソン               | アメリカ合衆国       | 1962年5月12日 - 1963年6月1日                                              | 4        |
| 22             | ウィリー・パストラーノ             | アメリカ合衆国       | 1963年6月1日 - 1965年3月30日                                              | 2        |
| 23             | ホセ・トーレス                     | プエルトリコ         | 1965年3月30日 - 1966年12月16日                                            | 3        |
| 24             | ディック・タイガー                 | ナイジェリア         | 1966年12月16日 - 1968年5月24日                                            | 2        |
| 25             | ボブ・フォスター                   | アメリカ合衆国       | 1968年5月24日 - 1970年9月9日 (剥奪)                                       | 4        |
| 26             | ビセンテ・ロンドン                 | ベネズエラ           | 1971年2月27日 - 1972年4月7日                                              | 4        |
| 27             | ボブ・フォスター (2期目)           | アメリカ合衆国       | 1972年4月7日 - 1974年9月16日 (返上)                                       | 5        |
| 28             | ビクトル・ガリンデス               | アルゼンチン         | 1974年12月7日 - 1978年9月15日                                             | 10       |
| 29             | マイク・ロスマン                   | アメリカ合衆国       | 1978年9月15日 - 1979年4月14日                                             | 1        |
| 30             | ビクトル・ガリンデス (2期目)       | アルゼンチン         | 1979年4月14日 - 1979年11月30日                                            | 0        |
| 31             | マービン・ジョンソン               | アメリカ合衆国       | 1979年11月30日 - 1980年3月31日                                            | 0        |
| 32             | エディ・ムスタファ・ムハマド       | アメリカ合衆国       | 1980年3月31日 - 1981年7月18日                                             | 2        |
| 33             | マイケル・スピンクス               | アメリカ合衆国       | 1981年7月18日 - 1985年11月5日 (返上)                                      | 10       |
| 34             | マービン・ジョンソン (2期目)       | アメリカ合衆国       | 1986年2月9日 - 1987年5月23日                                              | 1        |
| 35             | レスリー・スチュワート             | トリニダード・トバゴ | 1987年5月23日 - 1987年9月5日                                              | 0        |
| 36             | ヴァージル・ヒル                   | アメリカ合衆国       | 1987年9月5日 - 1991年6月1日                                               | 11       |
| 37             | トーマス・ハーンズ                 | アメリカ合衆国       | 1991年6月1日 - 1992年3月20日                                              | 0        |
| 38             | アイラン・バークレー               | アメリカ合衆国       | 1992年3月20日 - 1992年5月27日 (返上)                                      | 0        |
| 39             | ヴァージル・ヒル (2期目)           | アメリカ合衆国       | 1992年9月29日 - 1997年6月13日                                             | 10       |
| 40             | ダリユシュ・ミハルチェフスキ       | ポーランド           | 1997年6月13日 - 1997年7月1日 (返上)                                       | 0        |
| 41             | ルー・デル・バーレ                 | アメリカ合衆国       | 1997年9月20日 - 1998年7月18日                                             | 0        |
| 42 (スーパー)  | ロイ・ジョーンズ・ジュニア         | アメリカ合衆国       | 1998年7月18日 - 2000年12月 スーパー：2000年12月 - 2003年4月15日 (返上)    | 9        |
| 43             | メディ・サヌーヌ                   | フランス             | 2003年4月15日 - 2003年10月10日                                            | 0        |
| 44             | シルビオ・ブランコ                 | イタリア             | 2003年10月10日 - 2003年11月8日（レギュラー王座認定）                      | 0        |
| 45 (スーパー)  | ロイ・ジョーンズ・ジュニア (2期目) | アメリカ合衆国       | 2003年11月8日 - 2004年5月15日                                             | 0        |
| 46 (スーパー)  | アントニオ・ターバー               | アメリカ合衆国       | 2004年5月15日 - 2004年7月3日 (剥奪)                                       | 1        |
| 47             | ファブリス・ティオゾ               | フランス             | 2006年7月3日 - 2006年10月16日 (返上)                                      | 1        |
| 48             | シルビオ・ブランコ (2期目)         | イタリア             | 2006年10月19日 - 2007年4月28日                                            | 0        |
| 49             | スティーピ・ダービシュ             | クロアチア           | 2007年4月28日 - 2007年12月16日                                            | 0        |
| 50             | ダニー・グリーン                   | オーストラリア       | 2007年12月16日 - 2008年3月25日 (返上)                                     | 0        |
| 51             | ウーゴ・ガライ                     | アルゼンチン         | 2008年7月3日 - 2009年6月20日                                              | 1        |
| 52             | ガブリエル・カンピージョ           | スペイン             | 2009年6月20日 - 2010年1月29日                                             | 1        |
| 53（スーパー） | ベイブット・シュメノフ             | カザフスタン         | 2010年1月29日 - 2013年10月8日 スーパー：2013年10月8日 - 2014年4月19日     | 5        |
| 54（スーパー） | バーナード・ホプキンス             | アメリカ合衆国       | 2014年4月19日 - 2014年11月8日                                             | 0        |
| 55（スーパー） | セルゲイ・コバレフ                 | ロシア               | 2014年11月8日 - 2016年11月19日                                            | 4        |
| 56（スーパー） | アンドレ・ウォード                 | アメリカ合衆国       | [2016年11月19日 - 2017年9月21日 (返上)                                    | 1        |
| 57             | バドゥ・ジャック                   | スウェーデン         | 2017年9月21日 - 2017年9月23日 (返上)                                      | 0        |
| 58（スーパー） | ディミトリー・ビボル               | ロシア               | 2017年10月14日 - 2019年10月31日 スーパー：2019年10月31日 - 2024年10月12日 | 12（14） |
| 59（スーパー） | アルツール・ベテルビエフ           | ロシア               | 2024年10月12日 - 2025年2月22日                                            | 0        |
| 60（スーパー） | ディミトリー・ビボル（2期目）      | ロシア               | 2025年2月22日 - 現在                                                      | 0        |

### レギュラー王座
| 代 | 名前                 | 国籍           | 在位期間                                     | 防衛回数 |
| -- | -------------------- | -------------- | -------------------------------------------- | -------- |
| 初 | ブルーノ・ジラール   | フランス       | 2001年12月22日 - 2003年3月8日                | 2        |
| 2  | メディ・サヌーヌ     | フランス       | 2003年3月8日 - 2003年4月15日（正規王座昇格） | 0        |
| 3  | シルビオ・ブランコ   | イタリア       | 2003年11月8日 - 2004年3月20日                | 0        |
| 4  | ファブリス・ティオゾ | フランス       | 2004年3月20日 - 2006年7月3日 (正規王座昇格)  | 0        |
| 5  | ユルゲン・ブリーマー | ドイツ         | 2013年12月14日 - 2016年10月1日               | 6        |
| 6  | ネイサン・クレバリー | イギリス       | 2016年10月1日 - 2017年8月26日                | 0        |
| 7  | バドゥ・ジャック     | スウェーデン   | 2017年8月26日 - 2017年9月21日 (正規王座昇格) | 0        |
| 8  | ジャン・パスカル     | カナダ         | 2019年10月31日 - 2021年7月9日 (剥奪)         | 1        |
| 9  | デビッド・モレル     | キューバ       | 2024年8月3日 - 2025年2月1日                  | 0        |
| 10 | デビッド・ベナビデス | アメリカ合衆国 | 2025年2月1日 - 現在                          | 0        |

### 暫定王座
| 名前                 | 国籍           | 在位期間                                            | 防衛回数 |
| -------------------- | -------------- | --------------------------------------------------- | -------- |
| リチャード・ホール   | ジャマイカ     | 1998年12月5日 - 2000年5月13日                       | 0        |
| シルビオ・ブランコ   | イタリア       | 2006年7月27日 - 2006年10月19日（正規王座昇格）      | 0        |
| フェリックス・バレラ | ドミニカ共和国 | 2015年8月23日 - 2016年5月21日                       | 0        |
| ディミトリー・ビボル | ロシア         | 2016年5月21日 - 2017年10月14日（正規王座昇格）      | 2        |
| マーカス・ブラウン   | アメリカ合衆国 | 2019年1月16日 - 2019年8月3日                        | 0        |
| ジャン・パスカル     | カナダ         | 2019年8月3日 - 2019年10月31日（レギュラー王座昇格） | 0        |
| ドミニク・ボーセル   | ドイツ         | 2019年11月16日 - 2020年10月10日                     | 0        |
| ロビン・クラスニキ   | ドイツ         | 2020年10月10日 - 2021年8月25日 (廃止)               | 0        |

## クルーザー級
| 代             | 名前                             | 国籍             | 在位期間                                                                              | 防衛回数 |
| -------------- | -------------------------------- | ---------------- | ------------------------------------------------------------------------------------- | -------- |
| 初             | オジー・オカシオ                 | プエルトリコ     | 1982年2月13日 - 1984年12月1日                                                         | 3        |
| 2              | ピエット・クロース               | 南アフリカ共和国 | 1984年12月1日 - 1985年7月27日                                                         | 1        |
| 3              | ドワイト・ムハマド・カウィ       | アメリカ合衆国   | 1985年7月27日 - 1986年7月12日                                                         | 1        |
| 4              | イベンダー・ホリフィールド       | アメリカ合衆国   | 1986年7月12日 - 1988年7月 (返上)                                                      | 4        |
| 5              | タオヒク・バルボーリ             | フランス         | 1989年3月25日 - 1989年8月11日 (返上)                                                  | 0        |
| 6              | ロバート・ダニエルズ             | アメリカ合衆国   | 1989年11月27日 - 1991年3月8日                                                         | 2        |
| 7              | ボビー・チェズ                   | アメリカ合衆国   | 1991年3月8日 - 1993年10月 (返上)                                                      | 2        |
| 8              | オーリン・ノリス                 | アメリカ合衆国   | 1993年11月6日 - 1995年7月22日                                                         | 4        |
| 9              | ネート・ミラー                   | アメリカ合衆国   | 1995年7月22日 - 1997年11月8日                                                         | 4        |
| 10             | ファブリス・ティオゾ             | フランス         | 1997年11月8日 - 2000年12月9日                                                         | 4        |
| 11             | ヴァージル・ヒル                 | アメリカ合衆国   | 2000年12月9日 - 2002年2月23日                                                         | 0        |
| 12（スーパー） | ジャン＝マルク・モルメク         | フランス         | 2002年2月23日 - 2005年4月2日 スーパー：2005年4月2日 - 2006年1月7日                    | 3        |
| 13（スーパー） | オニール・ベル                   | ジャマイカ       | 2006年1月7日 - 2007年3月17日                                                          | 0        |
| 14（スーパー） | ジャン＝マルク・モルメク (2期目) | フランス         | 2007年3月17日 - 2007年11月10日                                                        | 0        |
| 15（スーパー） | デビッド・ヘイ                   | イギリス         | 2007年11月10日 - 2008年6月19日 (返上)                                                 | 1        |
| 16             | フィラット・アルスラン           | ドイツ           | 2008年6月19日 - 2008年9月27日                                                         | 0（2）   |
| 17             | ギレルモ・ジョーンズ             | パナマ           | 2008年9月27日 - 2012年10月30日 (休養王座認定)                                         | 2        |
| 18（スーパー） | デニス・レベデフ                 | ロシア           | 2012年10月30日 - 2016年5月20日 スーパー：2016年5月20日 - 2018年2月1日（休養王座認定） | 6（7）   |
| 19             | ユニエル・ドルティコス           | キューバ         | 2018年2月1日 - 2018年2月3日                                                           | 0（1）   |
| 20（スーパー） | ムラト・ガシエフ                 | ロシア           | 2018年2月3日 - 2018年7月21日                                                          | 0        |
| 21（スーパー） | オレクサンドル・ウシク           | ウクライナ       | 2018年7月21日 - 2019年3月28日 (返上)                                                  | 1        |
| 22             | ベイブット・シュメノフ           | カザフスタン     | 2019年3月27日 - 2019年5月31日（休養王座認定）                                         | 0        |
| 23（スーパー） | アルセン・グラミリアン           | フランス         | 2019年5月31日 - 2019年9月1日 スーパー：2019年9月1日 - 2024年3月30日                   | 3（4）   |
| 24（スーパー） | ヒルベルト・ラミレス             | メキシコ         | 2024年3月30日 - 現在                                                                  | 1        |

### レギュラー王座
| 代 | 名前                           | 国籍           | 在位期間                                       | 防衛回数 |
| -- | ------------------------------ | -------------- | ---------------------------------------------- | -------- |
| 初 | ヴァージル・ヒル               | アメリカ合衆国 | 2006年1月27日 - 2007年11月24日                 | 0        |
| 2  | フィラット・アルスラン         | ドイツ         | 2007年11月24日 - 2008年6月19日（正規王座昇格） | 2        |
| 3  | ベイブット・シュメノフ         | カザフスタン   | 2016年5月20日 - 2017年6月15日 (返上)           | 1        |
| 4  | ユニエル・ドルティコス         | キューバ       | 2017年6月15日 - 2018年2月1日（正規王座昇格）   | 1        |
| 5  | ベイブット・シュメノフ (2期目) | カザフスタン   | 2018年7月7日 - 2019年3月27日（正規王座昇格）   | 0        |
| 6  | ベイブット・シュメノフ (3期目) | カザフスタン   | 2019年9月1日 - 2021年1月29日 (剥奪)            | 0        |
| 7  | リヤド・メルウィー             | ベルギー       | 2021年1月29日 - 2022年8月12日 (返上)           | 1        |

### 休養王座
| 名前                   | 国籍         | 在位期間                                           | 防衛回数 |
| ---------------------- | ------------ | -------------------------------------------------- | -------- |
| ギレルモ・ジョーンズ   | パナマ       | 2012年10月30日 - 2014年6月6日 (剥奪)               | 0（2）   |
| デニス・レベデフ       | ロシア       | 2018年1月31日 - 2019年6月30日 (剥奪)               | 0（7）   |
| ベイブット・シュメノフ | カザフスタン | 2019年5月31日 - 2019年9月1日（レギュラー王座昇格） | 0        |

### 暫定王座
| 名前                         | 国籍         | 在位期間                                                                 | 防衛回数 |
| ---------------------------- | ------------ | ------------------------------------------------------------------------ | -------- |
| ヴァレリー・ブラドフ         | ロシア       | 2006年12月2日 - 2007年6月16日                                            | 0        |
| フィラット・アルスラン       | ドイツ       | 2007年6月16日 - 2007年11月24日（レギュラー王座昇格）                     | 0        |
| スティーブ・ヘレリウス       | フランス     | 2010年7月3日 - 2011年2月12日                                             | 0        |
| ヨアン・パブロ・エルナンデス | ドイツ       | 2011年2月12日 - 2011年2月 (返上)                                         | 0        |
| デニス・レベデフ             | ロシア       | 2011年11月4日 - 2012年10月30日（正規王座昇格）                           | 1        |
| ユーリ・カレンガ             | フランス     | 2014年6月21日 - 2015年4月10日                                            | 1        |
| ベイブット・シュメノフ       | カザフスタン | 2015年7月25日 - 2016年5月20日（レギュラー王座昇格）                      | 0        |
| ユニエル・ドルティコス       | キューバ     | 2016年5月20日 - 2017年6月15日（レギュラー王座昇格）                      | 0        |
| アルセン・グラミリアン       | フランス     | 2018年3月24日 - 2018年10月31日 (WBAゴールド王座認定（後に正規王座昇格）) | 1        |
| リヤド・メルウィー           | ベルギー     | 2019年10月19日 - 2021年1月29日（レギュラー王座昇格）                     | 0        |

## ブリッジャー級
| 代 | 名前                     | 国籍   | 在位期間             | 防衛回数 |
| -- | ------------------------ | ------ | -------------------- | -------- |
| 初 | ムスリム・ガジマゴメドフ | ロシア | 2024年7月12日 - 現在 | 0        |

## ヘビー級
| 代             | 名前                               | 国籍             | 在位期間                                     | 防衛回数 |
| -------------- | ---------------------------------- | ---------------- | -------------------------------------------- | -------- |
| 初             | ジャック・デンプシー               | アメリカ合衆国   | 1921年1月 - 1926年9月23日                    | 3        |
| 2              | ジーン・タニー                     | アメリカ合衆国   | 1926年9月23日 - 1928年7月31日（返上）        | 2        |
| 3              | マックス・シュメリング             | ドイツ国         | 1930年6月12日 - 1932年6月21日                | 1        |
| 4              | ジャック・シャーキー               | アメリカ合衆国   | 1932年6月21日 - 1933年6月29日                | 0        |
| 5              | プリモ・カルネラ                   | イタリア王国     | 1933年6月29日 - 1934年6月14日                | 2        |
| 6              | マックス・ベア                     | アメリカ合衆国   | 1934年6月14日 - 1935年6月13日                | 0        |
| 7              | ジェームス・J・ブラドック          | アメリカ合衆国   | 1935年6月13日 - 1937年6月22日                | 0        |
| 8              | ジョー・ルイス                     | アメリカ合衆国   | 1937年6月22日 - 1949年3月1日（返上）         | 25       |
| 9              | イザード・チャールズ               | アメリカ合衆国   | 1949年6月22日 - 1951年7月18日                | 8        |
| 10             | ジャーシー・ジョー・ウォルコット   | アメリカ合衆国   | 1951年7月18日 - 1952年9月23日                | 1        |
| 11             | ロッキー・マルシアノ               | アメリカ合衆国   | 1952年9月23日 - 1956年4月27日（返上）        | 6        |
| 12             | フロイド・パターソン               | アメリカ合衆国   | 1956年11月30日 - 1959年6月26日               | 4        |
| 13             | インゲマル・ヨハンソン             | スウェーデン     | 1959年6月26日 - 1960年6月20日                | 0        |
| 14             | フロイド・パターソン（2期目）      | アメリカ合衆国   | 1960年6月20日 - 1962年9月25日                | 2        |
| 15             | ソニー・リストン                   | アメリカ合衆国   | 1962年9月25日 - 1964年2月25日                | 1        |
| 16             | モハメド・アリ                     | アメリカ合衆国   | 1964年2月25日 - 1964年6月19日（剥奪）        | 0        |
| 17             | アーニー・テレル                   | アメリカ合衆国   | 1965年3月5日 - 1967年2月6日                  | 2        |
| 18             | モハメド・アリ（2期目）            | アメリカ合衆国   | 1967年2月6日 - 1967年4月28日 (剥奪)          | 0        |
| 19             | ジミー・エリス                     | アメリカ合衆国   | 1968年4月27日 - 1970年2月16日                | 1        |
| 20             | ジョー・フレージャー               | アメリカ合衆国   | 1970年2月16日 - 1973年1月22日                | 4        |
| 21             | ジョージ・フォアマン               | アメリカ合衆国   | 1973年1月22日 - 1974年10月30日               | 2        |
| 22             | モハメド・アリ (3期目)             | アメリカ合衆国   | 1974年10月30日 - 1978年2月15日               | 10       |
| 23             | レオン・スピンクス                 | アメリカ合衆国   | 1978年2月15日 - 1978年9月15日                | 0        |
| 24             | モハメド・アリ (4期目)             | アメリカ合衆国   | 1978年9月15日 - 1979年7月4日 (返上)          | 0        |
| 25             | ジョン・テート                     | アメリカ合衆国   | 1979年10月20日 - 1980年3月31日               | 0        |
| 26             | マイク・ウィーバー                 | アメリカ合衆国   | 1980年3月31日 - 1982年12月10日               | 2        |
| 27             | マイケル・ドークス                 | アメリカ合衆国   | 1982年12月10日 - 1983年9月23日               | 1        |
| 28             | ゲリー・コーツィー                 | 南アフリカ共和国 | 1983年9月23日 - 1984年12月1日                | 0        |
| 29             | グレグ・ペイジ                     | アメリカ合衆国   | 1984年12月1日 - 1985年4月29日                | 0        |
| 30             | トニー・タッブス                   | アメリカ合衆国   | 1985年4月29日 - 1986年1月17日                | 0        |
| 31             | ティム・ウィザスプーン             | アメリカ合衆国   | 1986年1月17日 - 1986年12月12日               | 1        |
| 32             | ジェームス・スミス                 | アメリカ合衆国   | 1986年12月12日 - 1987年3月7日                | 0        |
| 33             | マイク・タイソン                   | アメリカ合衆国   | 1987年3月7日 - 1990年2月11日                 | 8        |
| 34             | ジェームス・ダグラス               | アメリカ合衆国   | 1990年2月11日 - 1990年10月25日               | 0        |
| 35             | イベンダー・ホリフィールド         | アメリカ合衆国   | 1990年10月25日 - 1992年11月13日              | 3        |
| 36             | リディック・ボウ                   | アメリカ合衆国   | 1992年11月13日 - 1993年11月6日               | 2        |
| 37             | イベンダー・ホリフィールド (2期目) | アメリカ合衆国   | 1993年11月6日 - 1994年4月22日                | 0        |
| 38             | マイケル・モーラー                 | アメリカ合衆国   | 1994年4月22日 - 1994年11月5日                | 0        |
| 39             | ジョージ・フォアマン (2期目)       | アメリカ合衆国   | 1994年11月5日 - 1995年3月4日（剥奪）         | 0        |
| 40             | ブルース・セルドン                 | アメリカ合衆国   | 1995年4月8日 - 1996年9月7日                  | 1        |
| 41             | マイク・タイソン (2期目)           | アメリカ合衆国   | 1996年9月7日 - 1996年11月9日                 | 0        |
| 42             | イベンダー・ホリフィールド (3期目) | アメリカ合衆国   | 1996年11月9日 - 1999年11月13日               | 4        |
| 43             | レノックス・ルイス                 | イギリス         | 1999年11月13日 - 2000年4月29日 (返上)        | 0        |
| 44             | イベンダー・ホリフィールド (4期目) | アメリカ合衆国   | 2000年8月12日 - 2001年3月2日                 | 0        |
| 45             | ジョン・ルイス                     | アメリカ合衆国   | 2001年3月2日 - 2003年3月1日                  | 2        |
| 46             | ロイ・ジョーンズ・ジュニア         | アメリカ合衆国   | 2003年3月1日 - 2004年2月24日 (返上)          | 0        |
| 47             | ジョン・ルイス (2期目)             | アメリカ合衆国   | 2004年2月20日 - 2005年12月17日               | 1        |
| 48             | ニコライ・ワルーエフ               | ロシア           | 2005年12月17日 - 2007年4月14日               | 3        |
| 49             | ルスラン・チャガエフ               | ウズベキスタン   | 2007年4月14日 - 2009年7月3日（休養王座認定） | 1        |
| 50             | ニコライ・ワルーエフ (2期目)       | ロシア           | 2008年8月30日 - 2009年11月7日                | 1        |
| 51             | デビッド・ヘイ                     | イギリス         | 2009年11月7日 - 2011年7月2日                 | 1        |
| 52（スーパー） | ウラジミール・クリチコ             | ウクライナ       | 2011年7月2日 - 2015年11月28日                | 8        |
| 53（スーパー） | タイソン・フューリー               | イギリス         | 2015年11月28日 - 2016年10月12日 (返上)       | 0        |
| 54（スーパー） | アンソニー・ジョシュア             | イギリス         | 2017年4月29日 - 2019年6月1日                 | 3        |
| 55（スーパー） | アンディ・ルイス・ジュニア         | アメリカ合衆国   | 2019年6月1日 - 2019年12月7日                 | 0        |
| 56（スーパー） | アンソニー・ジョシュア (2期目)     | イギリス         | 2019年12月7日 - 2021年9月25日                | 1        |
| 57（スーパー） | オレクサンドル・ウシク             | ウクライナ       | 2021年9月25日 - 現在                         | 4        |

### レギュラー王座
| 代 | 名前                         | 国籍           | 在位期間                                        | 防衛回数 |
| -- | ---------------------------- | -------------- | ----------------------------------------------- | -------- |
| 初 | アレクサンデル・ポベトキン   | ロシア         | 2011年8月27日 - 2013年10月5日                   | 4        |
| 2  | ルスラン・チャガエフ         | ウズベキスタン | 2014年7月6日 - 2016年3月5日                     | 1        |
| 3  | ルーカス・ブラウン           | オーストラリア | 2016年3月5日 - 2016年5月13日 (剥奪)             | 0        |
| 3  | ルスラン・チャガエフ (2期目) | ウズベキスタン | 2016年5月13日（返還） - 2016年7月25日 (剥奪)    | 0        |
| 4  | マヌエル・チャー             | ドイツ         | 2017年11月25日 - 2021年1月29日 （休養王座認定） | 0        |
| 5  | トレバー・ブライアン         | アメリカ合衆国 | 2021年1月29日 - 2022年6月11日                   | 1（2）   |
| 6  | ダニエル・デュボア           | イギリス       | 2022年6月11日 - 2023年8月26日                   | 1        |
| 7  | マヌエル・チャー (2期目)     | ドイツ         | 2023年9月1日 - 2024年12月7日                    | 0        |
| 8  | クブラト・プレフ             | ブルガリア     | 2024年12月7日 - 現在                            | 0        |

### 休養王座
| 名前                 | 国籍           | 在位期間                             | 防衛回数 |
| -------------------- | -------------- | ------------------------------------ | -------- |
| ルスラン・チャガエフ | ウズベキスタン | 2009年7月3日 - 2009年6月20日         | 1（2）   |
| マヌエル・チャー     | ドイツ         | 2021年1月29日 - 2022年1月1日（剥奪） | 0        |

### 暫定王座
| 名前                 | 国籍           | 在位期間                                            | 防衛回数 |
| -------------------- | -------------- | --------------------------------------------------- | -------- |
| ジョン・ルイス       | アメリカ合衆国 | 2003年12月13日 - 2004年2月20日（正規王座昇格）      | 0        |
| ルイス・オルティス   | キューバ       | 2015年10月17日 - 2016年11月1日 (剥奪)               | 1        |
| トレバー・ブライアン | アメリカ合衆国 | 2018年8月11日 - 2021年1月29日（レギュラー王座昇格） | 1        |
| ダニエル・デュボア   | イギリス       | 2021年6月5日 - 2021年8月25日 (廃止)                 | 0        |

## 参考資料
- 「近代ボクシング100年 THEタイトル変遷史 - 世界編」『ワールド・ボクシング』4月号増刊、日本スポーツ出版社、2001年4月30日発行 共通雑誌コードT1109804040843 雑誌09804-4、130-139頁。
- 「歴代チャンピオンリスト - 世界チャンピオン」『日本ボクシング年鑑2005』　ボクシング・マガジン編集部編、日本ボクシングコミッション／日本プロボクシング協会協力、ベースボール・マガジン社、2005年4月30日発行 ISBN 4-583-03849-6、189-193頁。